# Llista d'asteroides (280001-281000)
Llista d'asteroides del 280.001 al 281.000, amb data de descoberta i descobridor. És un fragment de la llista d'asteroides completa. Als asteroides se'ls dona un número quan es confirma la seva òrbita, per tant apareixen llistats aproximadament segons la data de descobriment.

## 280001-280100
| Nom    | Designació provisional | Data de descobriment   | Lloc de descobriment | Descobridor/s |
| ------ | ---------------------- | ---------------------- | -------------------- | ------------- |
| 280001 | 2001 UH156             | 23 d'octubre de 2001   | Socorro              | LINEAR        |
| 280002 | 2001 UT157             | 23 d'octubre de 2001   | Socorro              | LINEAR        |
| 280003 | 2001 UF163             | 23 d'octubre de 2001   | Socorro              | LINEAR        |
| 280004 | 2001 US171             | 24 d'octubre de 2001   | Socorro              | LINEAR        |
| 280005 | 2001 UP172             | 18 d'octubre de 2001   | Palomar              | NEAT          |
| 280006 | 2001 US195             | 18 d'octubre de 2001   | Kitt Peak            | Spacewatch    |
| 280007 | 2001 US201             | 19 d'octubre de 2001   | Palomar              | NEAT          |
| 280008 | 2001 UR224             | 21 d'octubre de 2001   | Socorro              | LINEAR        |
| 280009 | 2001 VM6               | 9 de novembre de 2001  | Socorro              | LINEAR        |
| 280010 | 2001 VQ17              | 9 de novembre de 2001  | Socorro              | LINEAR        |
| 280011 | 2001 VY53              | 10 de novembre de 2001 | Socorro              | LINEAR        |
| 280012 | 2001 VR72              | 12 de novembre de 2001 | Kitt Peak            | Spacewatch    |
| 280013 | 2001 VM76              | 9 de novembre de 2001  | Socorro              | LINEAR        |
| 280014 | 2001 VK80              | 10 de novembre de 2001 | Palomar              | NEAT          |
| 280015 | 2001 VO89              | 12 de novembre de 2001 | Socorro              | LINEAR        |
| 280016 | 2001 WZ1               | 18 de novembre de 2001 | Socorro              | LINEAR        |
| 280017 | 2001 WC2               | 18 de novembre de 2001 | Socorro              | LINEAR        |
| 280018 | 2001 WQ2               | 17 de novembre de 2001 | Socorro              | LINEAR        |
| 280019 | 2001 WD7               | 17 de novembre de 2001 | Socorro              | LINEAR        |
| 280020 | 2001 WE7               | 17 de novembre de 2001 | Socorro              | LINEAR        |
| 280021 | 2001 WG13              | 17 de novembre de 2001 | Socorro              | LINEAR        |
| 280022 | 2001 WP61              | 19 de novembre de 2001 | Socorro              | LINEAR        |
| 280023 | 2001 WH101             | 17 de novembre de 2001 | Kitt Peak            | Spacewatch    |
| 280024 | 2001 XP5               | 7 de desembre de 2001  | Socorro              | LINEAR        |
| 280025 | 2001 XA38              | 9 de desembre de 2001  | Socorro              | LINEAR        |
| 280026 | 2001 XA53              | 10 de desembre de 2001 | Socorro              | LINEAR        |
| 280027 | 2001 XL124             | 14 de desembre de 2001 | Socorro              | LINEAR        |
| 280028 | 2001 XO126             | 14 de desembre de 2001 | Socorro              | LINEAR        |
| 280029 | 2001 XW131             | 14 de desembre de 2001 | Socorro              | LINEAR        |
| 280030 | 2001 XS162             | 14 de desembre de 2001 | Socorro              | LINEAR        |
| 280031 | 2001 XY174             | 14 de desembre de 2001 | Socorro              | LINEAR        |
| 280032 | 2001 XT192             | 14 de desembre de 2001 | Socorro              | LINEAR        |
| 280033 | 2001 XU205             | 11 de desembre de 2001 | Socorro              | LINEAR        |
| 280034 | 2001 XC206             | 11 de desembre de 2001 | Socorro              | LINEAR        |
| 280035 | 2001 XP225             | 15 de desembre de 2001 | Socorro              | LINEAR        |
| 280036 | 2001 XV252             | 14 de desembre de 2001 | Socorro              | LINEAR        |
| 280037 | 2001 YE67              | 18 de desembre de 2001 | Socorro              | LINEAR        |
| 280038 | 2001 YH89              | 18 de desembre de 2001 | Socorro              | LINEAR        |
| 280039 | 2001 YQ130             | 17 de desembre de 2001 | Socorro              | LINEAR        |
| 280040 | 2001 YF138             | 20 de desembre de 2001 | Palomar              | NEAT          |
| 280041 | 2001 YJ149             | 19 de desembre de 2001 | Palomar              | NEAT          |
| 280042 | 2002 AB                | 3 de gener de 2002     | Socorro              | LINEAR        |
| 280043 | 2002 AC37              | 9 de gener de 2002     | Socorro              | LINEAR        |
| 280044 | 2002 AT54              | 9 de gener de 2002     | Socorro              | LINEAR        |
| 280045 | 2002 AN61              | 11 de gener de 2002    | Socorro              | LINEAR        |
| 280046 | 2002 AX84              | 9 de gener de 2002     | Socorro              | LINEAR        |
| 280047 | 2002 AY123             | 9 de gener de 2002     | Socorro              | LINEAR        |
| 280048 | 2002 AT131             | 8 de gener de 2002     | Socorro              | LINEAR        |
| 280049 | 2002 AD136             | 9 de gener de 2002     | Socorro              | LINEAR        |
| 280050 | 2002 AO154             | 14 de gener de 2002    | Socorro              | LINEAR        |
| 280051 | 2002 BA12              | 19 de gener de 2002    | Socorro              | LINEAR        |
| 280052 | 2002 BJ13              | 18 de gener de 2002    | Socorro              | LINEAR        |
| 280053 | 2002 CL21              | 5 de febrer de 2002    | Palomar              | NEAT          |
| 280054 | 2002 CM30              | 6 de febrer de 2002    | Socorro              | LINEAR        |
| 280055 | 2002 CW35              | 7 de febrer de 2002    | Socorro              | LINEAR        |
| 280056 | 2002 CV54              | 7 de febrer de 2002    | Socorro              | LINEAR        |
| 280057 | 2002 CS61              | 6 de febrer de 2002    | Socorro              | LINEAR        |
| 280058 | 2002 CA72              | 7 de febrer de 2002    | Socorro              | LINEAR        |
| 280059 | 2002 CG77              | 7 de febrer de 2002    | Socorro              | LINEAR        |
| 280060 | 2002 CQ81              | 7 de febrer de 2002    | Socorro              | LINEAR        |
| 280061 | 2002 CL96              | 7 de febrer de 2002    | Socorro              | LINEAR        |
| 280062 | 2002 CH111             | 7 de febrer de 2002    | Socorro              | LINEAR        |
| 280063 | 2002 CF115             | 10 de febrer de 2002   | Socorro              | LINEAR        |
| 280064 | 2002 CY119             | 7 de febrer de 2002    | Socorro              | LINEAR        |
| 280065 | 2002 CK125             | 7 de febrer de 2002    | Socorro              | LINEAR        |
| 280066 | 2002 CB148             | 10 de febrer de 2002   | Socorro              | LINEAR        |
| 280067 | 2002 CD150             | 10 de febrer de 2002   | Socorro              | LINEAR        |
| 280068 | 2002 CU155             | 6 de febrer de 2002    | Socorro              | LINEAR        |
| 280069 | 2002 CB156             | 6 de febrer de 2002    | Socorro              | LINEAR        |
| 280070 | 2002 CR192             | 10 de febrer de 2002   | Socorro              | LINEAR        |
| 280071 | 2002 CX215             | 10 de febrer de 2002   | Socorro              | LINEAR        |
| 280072 | 2002 CL218             | 10 de febrer de 2002   | Socorro              | LINEAR        |
| 280073 | 2002 CQ224             | 11 de febrer de 2002   | Socorro              | LINEAR        |
| 280074 | 2002 CP225             | 4 de febrer de 2002    | Palomar              | NEAT          |
| 280075 | 2002 CH228             | 6 de febrer de 2002    | Palomar              | NEAT          |
| 280076 | 2002 CJ237             | 10 de febrer de 2002   | Socorro              | LINEAR        |
| 280077 | 2002 CU238             | 11 de febrer de 2002   | Socorro              | LINEAR        |
| 280078 | 2002 CN248             | 14 de febrer de 2002   | Haleakala            | NEAT          |
| 280079 | 2002 CG263             | 6 de febrer de 2002    | Socorro              | LINEAR        |
| 280080 | 2002 CY267             | 7 de febrer de 2002    | Anderson Mesa        | LONEOS        |
| 280081 | 2002 CX284             | 9 de febrer de 2002    | Kitt Peak            | Spacewatch    |
| 280082 | 2002 CE286             | 10 de febrer de 2002   | Kitt Peak            | Spacewatch    |
| 280083 | 2002 CK294             | 10 de febrer de 2002   | Socorro              | LINEAR        |
| 280084 | 2002 CZ295             | 10 de febrer de 2002   | Socorro              | LINEAR        |
| 280085 | 2002 CQ301             | 11 de febrer de 2002   | Socorro              | LINEAR        |
| 280086 | 2002 CQ316             | 6 de febrer de 2002    | Palomar              | NEAT          |
| 280087 | 2002 DO8               | 19 de febrer de 2002   | Socorro              | LINEAR        |
| 280088 | 2002 DQ9               | 19 de febrer de 2002   | Socorro              | LINEAR        |
| 280089 | 2002 EB16              | 6 de març de 2002      | Palomar              | NEAT          |
| 280090 | 2002 EH24              | 5 de març de 2002      | Kitt Peak            | Spacewatch    |
| 280091 | 2002 EK25              | 10 de març de 2002     | Anderson Mesa        | LONEOS        |
| 280092 | 2002 EF56              | 13 de març de 2002     | Socorro              | LINEAR        |
| 280093 | 2002 EO61              | 13 de març de 2002     | Socorro              | LINEAR        |
| 280094 | 2002 ED64              | 13 de març de 2002     | Socorro              | LINEAR        |
| 280095 | 2002 EV75              | 14 de març de 2002     | Palomar              | NEAT          |
| 280096 | 2002 ED105             | 9 de març de 2002      | Anderson Mesa        | LONEOS        |
| 280097 | 2002 EA119             | 10 de març de 2002     | Anderson Mesa        | LONEOS        |
| 280098 | 2002 ER122             | 12 de març de 2002     | Anderson Mesa        | LONEOS        |
| 280099 | 2002 EV133             | 13 de març de 2002     | Palomar              | NEAT          |
| 280100 | 2002 EA141             | 12 de març de 2002     | Palomar              | NEAT          |

## 280101-280200
| Nom    | Designació provisional | Data de descobriment   | Lloc de descobriment | Descobridor/s  |
| ------ | ---------------------- | ---------------------- | -------------------- | -------------- |
| 280101 | 2002 FS7               | 16 de març de 2002     | Kitt Peak            | Spacewatch     |
| 280102 | 2002 FG17              | 17 de març de 2002     | Haleakala            | NEAT           |
| 280103 | 2002 FD20              | 18 de març de 2002     | Haleakala            | NEAT           |
| 280104 | 2002 FS32              | 21 de març de 2002     | Palomar              | NEAT           |
| 280105 | 2002 GO52              | 5 d'abril de 2002      | Anderson Mesa        | LONEOS         |
| 280106 | 2002 GQ59              | 8 d'abril de 2002      | Palomar              | NEAT           |
| 280107 | 2002 GD72              | 9 d'abril de 2002      | Anderson Mesa        | LONEOS         |
| 280108 | 2002 GN75              | 9 d'abril de 2002      | Socorro              | LINEAR         |
| 280109 | 2002 GU82              | 10 d'abril de 2002     | Socorro              | LINEAR         |
| 280110 | 2002 GE89              | 10 d'abril de 2002     | Palomar              | NEAT           |
| 280111 | 2002 GP105             | 11 d'abril de 2002     | Anderson Mesa        | LONEOS         |
| 280112 | 2002 GG144             | 11 d'abril de 2002     | Palomar              | NEAT           |
| 280113 | 2002 GN145             | 12 d'abril de 2002     | Socorro              | LINEAR         |
| 280114 | 2002 GC152             | 12 d'abril de 2002     | Palomar              | NEAT           |
| 280115 | 2002 GC183             | 11 d'abril de 2002     | Palomar              | NEAT           |
| 280116 | 2002 GH186             | 13 d'abril de 2002     | Palomar              | NEAT           |
| 280117 | 2002 HN1               | 16 d'abril de 2002     | Socorro              | LINEAR         |
| 280118 | 2002 JV1               | 4 de maig de 2002      | Desert Eagle         | W. K. Y. Yeung |
| 280119 | 2002 JQ2               | 5 de maig de 2002      | Palomar              | NEAT           |
| 280120 | 2002 JM5               | 5 de maig de 2002      | Prescott             | P. G. Comba    |
| 280121 | 2002 JG9               | 7 de maig de 2002      | Prescott             | P. G. Comba    |
| 280122 | 2002 JO94              | 11 de maig de 2002     | Socorro              | LINEAR         |
| 280123 | 2002 JM114             | 15 de maig de 2002     | Haleakala            | NEAT           |
| 280124 | 2002 JW125             | 7 de maig de 2002      | Palomar              | NEAT           |
| 280125 | 2002 JK136             | 9 de maig de 2002      | Palomar              | NEAT           |
| 280126 | 2002 JA149             | 1 de maig de 2002      | Palomar              | NEAT           |
| 280127 | 2002 KJ5               | 16 de maig de 2002     | Socorro              | LINEAR         |
| 280128 | 2002 KQ15              | 17 de maig de 2002     | Palomar              | NEAT           |
| 280129 | 2002 LS23              | 8 de juny de 2002      | Socorro              | LINEAR         |
| 280130 | 2002 LP29              | 7 de juny de 2002      | Haleakala            | NEAT           |
| 280131 | 2002 LU57              | 11 de juny de 2002     | Socorro              | LINEAR         |
| 280132 | 2002 NX27              | 13 de juliol de 2002   | Socorro              | LINEAR         |
| 280133 | 2002 NG53              | 14 de juliol de 2002   | Palomar              | NEAT           |
| 280134 | 2002 NM58              | 8 de juliol de 2002    | Palomar              | NEAT           |
| 280135 | 2002 NM68              | 14 de juliol de 2002   | Palomar              | NEAT           |
| 280136 | 2002 OM4               | 17 de juliol de 2002   | Palomar              | NEAT           |
| 280137 | 2002 OE10              | 21 de juliol de 2002   | Palomar              | NEAT           |
| 280138 | 2002 OE18              | 18 de juliol de 2002   | Socorro              | LINEAR         |
| 280139 | 2002 PV8               | 5 d'agost de 2002      | Palomar              | NEAT           |
| 280140 | 2002 PV10              | 5 d'agost de 2002      | Palomar              | NEAT           |
| 280141 | 2002 PP27              | 6 d'agost de 2002      | Palomar              | NEAT           |
| 280142 | 2002 PQ29              | 6 d'agost de 2002      | Palomar              | NEAT           |
| 280143 | 2002 PK35              | 6 d'agost de 2002      | Palomar              | NEAT           |
| 280144 | 2002 PL82              | 9 d'agost de 2002      | Socorro              | LINEAR         |
| 280145 | 2002 PC86              | 13 d'agost de 2002     | Socorro              | LINEAR         |
| 280146 | 2002 PC92              | 14 d'agost de 2002     | Palomar              | NEAT           |
| 280147 | 2002 PJ100             | 14 d'agost de 2002     | Socorro              | LINEAR         |
| 280148 | 2002 PL101             | 12 d'agost de 2002     | Socorro              | LINEAR         |
| 280149 | 2002 PG105             | 12 d'agost de 2002     | Socorro              | LINEAR         |
| 280150 | 2002 PJ110             | 13 d'agost de 2002     | Anderson Mesa        | LONEOS         |
| 280151 | 2002 PG111             | 14 d'agost de 2002     | Palomar              | NEAT           |
| 280152 | 2002 PN138             | 8 d'agost de 2002      | Anderson Mesa        | LONEOS         |
| 280153 | 2002 PO161             | 8 d'agost de 2002      | Palomar              | S. F. Hoenig   |
| 280154 | 2002 PR164             | 8 d'agost de 2002      | Palomar              | S. F. Hoenig   |
| 280155 | 2002 PE166             | 8 d'agost de 2002      | Palomar              | A. Lowe        |
| 280156 | 2002 PL170             | 7 d'agost de 2002      | Palomar              | NEAT           |
| 280157 | 2002 PA179             | 15 d'agost de 2002     | Palomar              | NEAT           |
| 280158 | 2002 PM185             | 15 d'agost de 2002     | Palomar              | NEAT           |
| 280159 | 2002 PU195             | 17 d'octubre de 2003   | Kitt Peak            | Spacewatch     |
| 280160 | 2002 QA14              | 26 d'agost de 2002     | Palomar              | NEAT           |
| 280161 | 2002 QP35              | 29 d'agost de 2002     | Palomar              | NEAT           |
| 280162 | 2002 QZ57              | 16 d'agost de 2002     | Palomar              | R. Matson      |
| 280163 | 2002 QE68              | 29 d'agost de 2002     | Palomar              | NEAT           |
| 280164 | 2002 QO74              | 30 d'agost de 2002     | Palomar              | NEAT           |
| 280165 | 2002 QX90              | 19 d'agost de 2002     | Palomar              | NEAT           |
| 280166 | 2002 QV98              | 19 d'agost de 2002     | Palomar              | NEAT           |
| 280167 | 2002 QZ99              | 18 d'agost de 2002     | Palomar              | NEAT           |
| 280168 | 2002 QJ109             | 27 d'agost de 2002     | Palomar              | NEAT           |
| 280169 | 2002 QO113             | 27 d'agost de 2002     | Palomar              | NEAT           |
| 280170 | 2002 RE17              | 4 de setembre de 2002  | Anderson Mesa        | LONEOS         |
| 280171 | 2002 RD20              | 4 de setembre de 2002  | Anderson Mesa        | LONEOS         |
| 280172 | 2002 RA38              | 5 de setembre de 2002  | Anderson Mesa        | LONEOS         |
| 280173 | 2002 RJ38              | 5 de setembre de 2002  | Anderson Mesa        | LONEOS         |
| 280174 | 2002 RY110             | 6 de setembre de 2002  | Socorro              | LINEAR         |
| 280175 | 2002 RB117             | 7 de setembre de 2002  | Klet                 | Klet           |
| 280176 | 2002 RO126             | 9 de setembre de 2002  | Palomar              | NEAT           |
| 280177 | 2002 RH128             | 10 de setembre de 2002 | Palomar              | NEAT           |
| 280178 | 2002 RK128             | 10 de setembre de 2002 | Palomar              | NEAT           |
| 280179 | 2002 RB136             | 11 de setembre de 2002 | Haleakala            | NEAT           |
| 280180 | 2002 RG172             | 13 de setembre de 2002 | Anderson Mesa        | LONEOS         |
| 280181 | 2002 RP178             | 14 de setembre de 2002 | Palomar              | NEAT           |
| 280182 | 2002 RP182             | 11 de setembre de 2002 | Palomar              | NEAT           |
| 280183 | 2002 RW183             | 11 de setembre de 2002 | Palomar              | NEAT           |
| 280184 | 2002 RD184             | 12 de setembre de 2002 | Palomar              | NEAT           |
| 280185 | 2002 RG184             | 12 de setembre de 2002 | Palomar              | NEAT           |
| 280186 | 2002 RU202             | 13 de setembre de 2002 | Palomar              | NEAT           |
| 280187 | 2002 RD240             | 14 de setembre de 2002 | Palomar              | R. Matson      |
| 280188 | 2002 RW252             | 14 de setembre de 2002 | Palomar              | NEAT           |
| 280189 | 2002 SN17              | 26 de setembre de 2002 | Palomar              | NEAT           |
| 280190 | 2002 SR21              | 26 de setembre de 2002 | Palomar              | NEAT           |
| 280191 | 2002 SS21              | 26 de setembre de 2002 | Palomar              | NEAT           |
| 280192 | 2002 SM46              | 29 de setembre de 2002 | Haleakala            | NEAT           |
| 280193 | 2002 SY48              | 30 de setembre de 2002 | Socorro              | LINEAR         |
| 280194 | 2002 SH53              | 18 de setembre de 2002 | Palomar              | NEAT           |
| 280195 | 2002 SX64              | 17 de setembre de 2002 | Palomar              | NEAT           |
| 280196 | 2002 SG67              | 17 de setembre de 2002 | Haleakala            | NEAT           |
| 280197 | 2002 TE26              | 2 d'octubre de 2002    | Socorro              | LINEAR         |
| 280198 | 2002 TS26              | 2 d'octubre de 2002    | Socorro              | LINEAR         |
| 280199 | 2002 TU26              | 2 d'octubre de 2002    | Socorro              | LINEAR         |
| 280200 | 2002 TN54              | 2 d'octubre de 2002    | Socorro              | LINEAR         |

## 280201-280300
| Nom    | Designació provisional | Data de descobriment   | Lloc de descobriment | Descobridor/s            |
| ------ | ---------------------- | ---------------------- | -------------------- | ------------------------ |
| 280201 | 2002 TG130             | 4 d'octubre de 2002    | Socorro              | LINEAR                   |
| 280202 | 2002 TX132             | 4 d'octubre de 2002    | Palomar              | NEAT                     |
| 280203 | 2002 TK134             | 4 d'octubre de 2002    | Palomar              | NEAT                     |
| 280204 | 2002 TH147             | 4 d'octubre de 2002    | Anderson Mesa        | LONEOS                   |
| 280205 | 2002 TF178             | 12 d'octubre de 2002   | Socorro              | LINEAR                   |
| 280206 | 2002 TF184             | 4 d'octubre de 2002    | Socorro              | LINEAR                   |
| 280207 | 2002 TK208             | 4 d'octubre de 2002    | Socorro              | LINEAR                   |
| 280208 | 2002 TL214             | 4 d'octubre de 2002    | Socorro              | LINEAR                   |
| 280209 | 2002 TB223             | 7 d'octubre de 2002    | Socorro              | LINEAR                   |
| 280210 | 2002 TB255             | 4 d'octubre de 2002    | Socorro              | LINEAR                   |
| 280211 | 2002 TB261             | 9 d'octubre de 2002    | Socorro              | LINEAR                   |
| 280212 | 2002 TH271             | 9 d'octubre de 2002    | Socorro              | LINEAR                   |
| 280213 | 2002 TC277             | 10 d'octubre de 2002   | Palomar              | NEAT                     |
| 280214 | 2002 TM288             | 10 d'octubre de 2002   | Socorro              | LINEAR                   |
| 280215 | 2002 TW290             | 10 d'octubre de 2002   | Socorro              | LINEAR                   |
| 280216 | 2002 TQ302             | 8 d'octubre de 2002    | Anderson Mesa        | LONEOS                   |
| 280217 | 2002 TT309             | 4 d'octubre de 2002    | Apache Point         | Sloan Digital Sky Survey |
| 280218 | 2002 TU317             | 5 d'octubre de 2002    | Apache Point         | Sloan Digital Sky Survey |
| 280219 | 2002 TV339             | 5 d'octubre de 2002    | Apache Point         | Sloan Digital Sky Survey |
| 280220 | 2002 TY358             | 10 d'octubre de 2002   | Apache Point         | Sloan Digital Sky Survey |
| 280221 | 2002 TN369             | 10 d'octubre de 2002   | Apache Point         | Sloan Digital Sky Survey |
| 280222 | 2002 US21              | 30 d'octubre de 2002   | Palomar              | NEAT                     |
| 280223 | 2002 UV28              | 31 d'octubre de 2002   | Socorro              | LINEAR                   |
| 280224 | 2002 UM54              | 29 d'octubre de 2002   | Apache Point         | Sloan Digital Sky Survey |
| 280225 | 2002 UT58              | 29 d'octubre de 2002   | Apache Point         | Sloan Digital Sky Survey |
| 280226 | 2002 UD66              | 30 d'octubre de 2002   | Apache Point         | Sloan Digital Sky Survey |
| 280227 | 2002 UX67              | 30 d'octubre de 2002   | Apache Point         | Sloan Digital Sky Survey |
| 280228 | 2002 UF75              | 31 d'octubre de 2002   | Palomar              | NEAT                     |
| 280229 | 2002 UK77              | 31 d'octubre de 2002   | Palomar              | NEAT                     |
| 280230 | 2002 VQ8               | 1 de novembre de 2002  | Palomar              | NEAT                     |
| 280231 | 2002 VJ19              | 4 de novembre de 2002  | Palomar              | NEAT                     |
| 280232 | 2002 VT22              | 5 de novembre de 2002  | Socorro              | LINEAR                   |
| 280233 | 2002 VR25              | 5 de novembre de 2002  | Socorro              | LINEAR                   |
| 280234 | 2002 VM30              | 5 de novembre de 2002  | Socorro              | LINEAR                   |
| 280235 | 2002 VN30              | 5 de novembre de 2002  | Socorro              | LINEAR                   |
| 280236 | 2002 VQ34              | 5 de novembre de 2002  | Socorro              | LINEAR                   |
| 280237 | 2002 VT39              | 5 de novembre de 2002  | Socorro              | LINEAR                   |
| 280238 | 2002 VA74              | 7 de novembre de 2002  | Socorro              | LINEAR                   |
| 280239 | 2002 VE79              | 7 de novembre de 2002  | Socorro              | LINEAR                   |
| 280240 | 2002 VD99              | 13 de novembre de 2002 | Kitt Peak            | Spacewatch               |
| 280241 | 2002 VW141             | 6 de novembre de 2002  | Haleakala            | NEAT                     |
| 280242 | 2002 VK142             | 5 de novembre de 2002  | Palomar              | NEAT                     |
| 280243 | 2002 VL145             | 4 de novembre de 2002  | Palomar              | NEAT                     |
| 280244 | 2002 WP11              | 27 de novembre de 2002 | Campo Imperatore     | CINEOS                   |
| 280245 | 2002 WZ25              | 16 de novembre de 2002 | Palomar              | NEAT                     |
| 280246 | 2002 WS26              | 22 de novembre de 2002 | Palomar              | NEAT                     |
| 280247 | 2002 WG28              | 16 de novembre de 2002 | Palomar              | NEAT                     |
| 280248 | 2002 WX28              | 22 de novembre de 2002 | Palomar              | NEAT                     |
| 280249 | 2002 XR1               | 1 de desembre de 2002  | Socorro              | LINEAR                   |
| 280250 | 2002 XY10              | 3 de desembre de 2002  | Palomar              | NEAT                     |
| 280251 | 2002 XR12              | 3 de desembre de 2002  | Palomar              | NEAT                     |
| 280252 | 2002 XK14              | 5 de desembre de 2002  | Socorro              | LINEAR                   |
| 280253 | 2002 XM46              | 7 de desembre de 2002  | Socorro              | LINEAR                   |
| 280254 | 2002 XP49              | 10 de desembre de 2002 | Socorro              | LINEAR                   |
| 280255 | 2002 XJ53              | 10 de desembre de 2002 | Palomar              | NEAT                     |
| 280256 | 2002 XL61              | 10 de desembre de 2002 | Palomar              | NEAT                     |
| 280257 | 2002 XD74              | 11 de desembre de 2002 | Socorro              | LINEAR                   |
| 280258 | 2002 XY81              | 11 de desembre de 2002 | Socorro              | LINEAR                   |
| 280259 | 2002 XA94              | 3 de desembre de 2002  | Palomar              | S. F. Hoenig             |
| 280260 | 2002 XD95              | 5 de desembre de 2002  | Socorro              | LINEAR                   |
| 280261 | 2002 XE97              | 5 de desembre de 2002  | Socorro              | LINEAR                   |
| 280262 | 2002 XD105             | 5 de desembre de 2002  | Socorro              | LINEAR                   |
| 280263 | 2002 XR113             | 7 de desembre de 2002  | Kitt Peak            | M. W. Buie               |
| 280264 | 2002 XO117             | 13 de desembre de 2002 | Palomar              | NEAT                     |
| 280265 | 2002 XU120             | 3 de desembre de 2002  | Palomar              | NEAT                     |
| 280266 | 2002 YH3               | 28 de desembre de 2002 | Nashville            | R. Clingan               |
| 280267 | 2003 AC25              | 4 de gener de 2003     | Socorro              | LINEAR                   |
| 280268 | 2003 AL28              | 4 de gener de 2003     | Socorro              | LINEAR                   |
| 280269 | 2003 AK38              | 7 de gener de 2003     | Socorro              | LINEAR                   |
| 280270 | 2003 AG39              | 7 de gener de 2003     | Socorro              | LINEAR                   |
| 280271 | 2003 AW91              | 6 de gener de 2003     | Kitt Peak            | Spacewatch               |
| 280272 | 2003 BF28              | 26 de gener de 2003    | Anderson Mesa        | LONEOS                   |
| 280273 | 2003 BN34              | 26 de gener de 2003    | Haleakala            | NEAT                     |
| 280274 | 2003 BZ65              | 30 de gener de 2003    | Socorro              | LINEAR                   |
| 280275 | 2003 CX1               | 1 de febrer de 2003    | Anderson Mesa        | LONEOS                   |
| 280276 | 2003 CV5               | 1 de febrer de 2003    | Socorro              | LINEAR                   |
| 280277 | 2003 CD8               | 1 de febrer de 2003    | Socorro              | LINEAR                   |
| 280278 | 2003 DS1               | 21 de febrer de 2003   | Palomar              | NEAT                     |
| 280279 | 2003 EO18              | 6 de març de 2003      | Anderson Mesa        | LONEOS                   |
| 280280 | 2003 EB22              | 6 de març de 2003      | Socorro              | LINEAR                   |
| 280281 | 2003 FF1               | 22 de març de 2003     | Ondrejov             | L. Sarounova             |
| 280282 | 2003 FK3               | 24 de març de 2003     | Socorro              | LINEAR                   |
| 280283 | 2003 FG45              | 24 de març de 2003     | Kitt Peak            | Spacewatch               |
| 280284 | 2003 FS76              | 27 de març de 2003     | Palomar              | NEAT                     |
| 280285 | 2003 FQ107             | 30 de març de 2003     | Socorro              | LINEAR                   |
| 280286 | 2003 GU1               | 2 d'abril de 2003      | Haleakala            | NEAT                     |
| 280287 | 2003 GM22              | 7 d'abril de 2003      | Socorro              | LINEAR                   |
| 280288 | 2003 HW14              | 26 d'abril de 2003     | Haleakala            | NEAT                     |
| 280289 | 2003 HX44              | 29 d'abril de 2003     | Kitt Peak            | Spacewatch               |
| 280290 | 2003 HK50              | 29 d'abril de 2003     | Anderson Mesa        | LONEOS                   |
| 280291 | 2003 HM58              | 29 d'abril de 2003     | Kitt Peak            | Spacewatch               |
| 280292 | 2003 MF10              | 29 de juny de 2003     | Socorro              | LINEAR                   |
| 280293 | 2003 ML10              | 21 de juny de 2003     | Socorro              | LINEAR                   |
| 280294 | 2003 NH10              | 3 de juliol de 2003    | Kitt Peak            | Spacewatch               |
| 280295 | 2003 OR8               | 26 de juliol de 2003   | Reedy Creek          | J. Broughton             |
| 280296 | 2003 OQ9               | 25 de juliol de 2003   | Socorro              | LINEAR                   |
| 280297 | 2003 OQ25              | 24 de juliol de 2003   | Palomar              | NEAT                     |
| 280298 | 2003 OV26              | 24 de juliol de 2003   | Palomar              | NEAT                     |
| 280299 | 2003 PY6               | 1 d'agost de 2003      | Socorro              | LINEAR                   |
| 280300 | 2003 QA16              | 20 d'agost de 2003     | Palomar              | NEAT                     |

## 280301-280400
| Nom    | Designació provisional | Data de descobriment   | Lloc de descobriment | Descobridor/s            |
| ------ | ---------------------- | ---------------------- | -------------------- | ------------------------ |
| 280301 | 2003 QM23              | 20 d'agost de 2003     | Campo Imperatore     | CINEOS                   |
| 280302 | 2003 QB25              | 22 d'agost de 2003     | Palomar              | NEAT                     |
| 280303 | 2003 QJ30              | 24 d'agost de 2003     | Reedy Creek          | J. Broughton             |
| 280304 | 2003 QM30              | 22 d'agost de 2003     | Palomar              | NEAT                     |
| 280305 | 2003 QJ32              | 21 d'agost de 2003     | Palomar              | NEAT                     |
| 280306 | 2003 QQ40              | 22 d'agost de 2003     | Socorro              | LINEAR                   |
| 280307 | 2003 QK49              | 22 d'agost de 2003     | Palomar              | NEAT                     |
| 280308 | 2003 QP58              | 23 d'agost de 2003     | Palomar              | NEAT                     |
| 280309 | 2003 QM66              | 22 d'agost de 2003     | Socorro              | LINEAR                   |
| 280310 | 2003 QD70              | 27 d'agost de 2003     | Palomar              | NEAT                     |
| 280311 | 2003 QP77              | 24 d'agost de 2003     | Socorro              | LINEAR                   |
| 280312 | 2003 QJ87              | 25 d'agost de 2003     | Socorro              | LINEAR                   |
| 280313 | 2003 QA89              | 26 d'agost de 2003     | Cerro Tololo         | M. W. Buie               |
| 280314 | 2003 QP99              | 29 d'agost de 2003     | Haleakala            | NEAT                     |
| 280315 | 2003 QS102             | 31 d'agost de 2003     | Kitt Peak            | Spacewatch               |
| 280316 | 2003 QW119             | 26 d'agost de 2003     | Cerro Tololo         | M. W. Buie               |
| 280317 | 2003 RF1               | 2 de setembre de 2003  | Socorro              | LINEAR                   |
| 280318 | 2003 RQ18              | 15 de setembre de 2003 | Anderson Mesa        | LONEOS                   |
| 280319 | 2003 RK19              | 15 de setembre de 2003 | Anderson Mesa        | LONEOS                   |
| 280320 | 2003 RD20              | 15 de setembre de 2003 | Anderson Mesa        | LONEOS                   |
| 280321 | 2003 RF21              | 15 de setembre de 2003 | Anderson Mesa        | LONEOS                   |
| 280322 | 2003 RX24              | 15 de setembre de 2003 | Palomar              | NEAT                     |
| 280323 | 2003 RM26              | 15 de setembre de 2003 | Palomar              | NEAT                     |
| 280324 | 2003 SQ6               | 17 de setembre de 2003 | Desert Eagle         | W. K. Y. Yeung           |
| 280325 | 2003 SK20              | 16 de setembre de 2003 | Kitt Peak            | Spacewatch               |
| 280326 | 2003 SN34              | 18 de setembre de 2003 | Kitt Peak            | Spacewatch               |
| 280327 | 2003 SE35              | 18 de setembre de 2003 | Kitt Peak            | Spacewatch               |
| 280328 | 2003 SO58              | 17 de setembre de 2003 | Anderson Mesa        | LONEOS                   |
| 280329 | 2003 SQ67              | 19 de setembre de 2003 | Socorro              | LINEAR                   |
| 280330 | 2003 SF69              | 17 de setembre de 2003 | Kitt Peak            | Spacewatch               |
| 280331 | 2003 SF79              | 19 de setembre de 2003 | Kitt Peak            | Spacewatch               |
| 280332 | 2003 SL79              | 19 de setembre de 2003 | Kitt Peak            | Spacewatch               |
| 280333 | 2003 SD80              | 19 de setembre de 2003 | Haleakala            | NEAT                     |
| 280334 | 2003 SL99              | 19 de setembre de 2003 | Haleakala            | NEAT                     |
| 280335 | 2003 SX109             | 20 de setembre de 2003 | Palomar              | NEAT                     |
| 280336 | 2003 SV129             | 21 de setembre de 2003 | Desert Eagle         | W. K. Y. Yeung           |
| 280337 | 2003 SK138             | 19 de setembre de 2003 | Campo Imperatore     | CINEOS                   |
| 280338 | 2003 SN140             | 19 de setembre de 2003 | Palomar              | NEAT                     |
| 280339 | 2003 SH153             | 19 de setembre de 2003 | Anderson Mesa        | LONEOS                   |
| 280340 | 2003 SX159             | 19 de setembre de 2003 | Campo Imperatore     | CINEOS                   |
| 280341 | 2003 ST169             | 23 de setembre de 2003 | Haleakala            | NEAT                     |
| 280342 | 2003 SL172             | 18 de setembre de 2003 | Socorro              | LINEAR                   |
| 280343 | 2003 SA176             | 18 de setembre de 2003 | Palomar              | NEAT                     |
| 280344 | 2003 SG197             | 21 de setembre de 2003 | Anderson Mesa        | LONEOS                   |
| 280345 | 2003 SJ210             | 26 de setembre de 2003 | Socorro              | LINEAR                   |
| 280346 | 2003 SD224             | 24 de setembre de 2003 | Bergisch Gladbac     | W. Bickel                |
| 280347 | 2003 SB228             | 27 de setembre de 2003 | Socorro              | LINEAR                   |
| 280348 | 2003 SA231             | 24 de setembre de 2003 | Palomar              | NEAT                     |
| 280349 | 2003 SK255             | 27 de setembre de 2003 | Kitt Peak            | Spacewatch               |
| 280350 | 2003 SB260             | 28 de setembre de 2003 | Kitt Peak            | Spacewatch               |
| 280351 | 2003 SH279             | 22 de setembre de 2003 | Anderson Mesa        | LONEOS                   |
| 280352 | 2003 SU280             | 18 de setembre de 2003 | Palomar              | NEAT                     |
| 280353 | 2003 SP281             | 19 de setembre de 2003 | Kitt Peak            | Spacewatch               |
| 280354 | 2003 SL296             | 29 de setembre de 2003 | Anderson Mesa        | LONEOS                   |
| 280355 | 2003 SM298             | 18 de setembre de 2003 | Haleakala            | NEAT                     |
| 280356 | 2003 SY300             | 17 de setembre de 2003 | Palomar              | NEAT                     |
| 280357 | 2003 SZ300             | 17 de setembre de 2003 | Palomar              | NEAT                     |
| 280358 | 2003 SN320             | 17 de setembre de 2003 | Kitt Peak            | Spacewatch               |
| 280359 | 2003 SO320             | 17 de setembre de 2003 | Palomar              | NEAT                     |
| 280360 | 2003 SZ329             | 26 de setembre de 2003 | Apache Point         | Sloan Digital Sky Survey |
| 280361 | 2003 SJ332             | 28 de setembre de 2003 | Anderson Mesa        | LONEOS                   |
| 280362 | 2003 SL388             | 26 de setembre de 2003 | Apache Point         | Sloan Digital Sky Survey |
| 280363 | 2003 SE391             | 26 de setembre de 2003 | Apache Point         | Sloan Digital Sky Survey |
| 280364 | 2003 SC430             | 29 de setembre de 2003 | Kitt Peak            | Spacewatch               |
| 280365 | 2003 SR430             | 22 de setembre de 2003 | Kitt Peak            | Spacewatch               |
| 280366 | 2003 TE                | 1 d'octubre de 2003    | Anderson Mesa        | LONEOS                   |
| 280367 | 2003 TN11              | 14 d'octubre de 2003   | Anderson Mesa        | LONEOS                   |
| 280368 | 2003 TB15              | 15 d'octubre de 2003   | Anderson Mesa        | LONEOS                   |
| 280369 | 2003 TU46              | 3 d'octubre de 2003    | Kitt Peak            | Spacewatch               |
| 280370 | 2003 TA54              | 5 d'octubre de 2003    | Kitt Peak            | Spacewatch               |
| 280371 | 2003 UV7               | 18 d'octubre de 2003   | Klet                 | Klet                     |
| 280372 | 2003 UQ16              | 16 d'octubre de 2003   | Palomar              | NEAT                     |
| 280373 | 2003 UV22              | 19 d'octubre de 2003   | Kitt Peak            | Spacewatch               |
| 280374 | 2003 UR26              | 25 d'octubre de 2003   | Goodricke-Pigott     | R. A. Tucker             |
| 280375 | 2003 UB27              | 23 d'octubre de 2003   | Goodricke-Pigott     | R. A. Tucker             |
| 280376 | 2003 UF46              | 18 d'octubre de 2003   | Kitt Peak            | Spacewatch               |
| 280377 | 2003 UR64              | 16 d'octubre de 2003   | Anderson Mesa        | LONEOS                   |
| 280378 | 2003 UE78              | 17 d'octubre de 2003   | Anderson Mesa        | LONEOS                   |
| 280379 | 2003 UJ79              | 19 d'octubre de 2003   | Anderson Mesa        | LONEOS                   |
| 280380 | 2003 UZ79              | 17 d'octubre de 2003   | Goodricke-Pigott     | R. A. Tucker             |
| 280381 | 2003 UK91              | 20 d'octubre de 2003   | Socorro              | LINEAR                   |
| 280382 | 2003 UM97              | 19 d'octubre de 2003   | Kitt Peak            | Spacewatch               |
| 280383 | 2003 UZ106             | 18 d'octubre de 2003   | Palomar              | NEAT                     |
| 280384 | 2003 UW118             | 18 d'octubre de 2003   | Kitt Peak            | Spacewatch               |
| 280385 | 2003 UT120             | 18 d'octubre de 2003   | Kitt Peak            | Spacewatch               |
| 280386 | 2003 UL143             | 18 d'octubre de 2003   | Anderson Mesa        | LONEOS                   |
| 280387 | 2003 UJ175             | 21 d'octubre de 2003   | Anderson Mesa        | LONEOS                   |
| 280388 | 2003 UO176             | 21 d'octubre de 2003   | Palomar              | NEAT                     |
| 280389 | 2003 UF182             | 21 d'octubre de 2003   | Palomar              | NEAT                     |
| 280390 | 2003 UH197             | 21 d'octubre de 2003   | Kitt Peak            | Spacewatch               |
| 280391 | 2003 UK199             | 21 d'octubre de 2003   | Palomar              | NEAT                     |
| 280392 | 2003 UR238             | 24 d'octubre de 2003   | Socorro              | LINEAR                   |
| 280393 | 2003 UG249             | 25 d'octubre de 2003   | Socorro              | LINEAR                   |
| 280394 | 2003 UA269             | 28 d'octubre de 2003   | Kitt Peak            | Spacewatch               |
| 280395 | 2003 UG272             | 29 d'octubre de 2003   | Kitt Peak            | Spacewatch               |
| 280396 | 2003 UP297             | 16 d'octubre de 2003   | Kitt Peak            | Spacewatch               |
| 280397 | 2003 UH314             | 16 d'octubre de 2003   | Palomar              | NEAT                     |
| 280398 | 2003 UY317             | 19 d'octubre de 2003   | Apache Point         | Sloan Digital Sky Survey |
| 280399 | 2003 UO324             | 17 d'octubre de 2003   | Apache Point         | Sloan Digital Sky Survey |
| 280400 | 2003 UW327             | 17 d'octubre de 2003   | Apache Point         | Sloan Digital Sky Survey |

## 280401-280500
| Nom    | Designació provisional | Data de descobriment   | Lloc de descobriment | Descobridor/s            |
| ------ | ---------------------- | ---------------------- | -------------------- | ------------------------ |
| 280401 | 2003 UB346             | 19 d'octubre de 2003   | Apache Point         | Sloan Digital Sky Survey |
| 280402 | 2003 UF352             | 19 d'octubre de 2003   | Apache Point         | Sloan Digital Sky Survey |
| 280403 | 2003 UT377             | 22 d'octubre de 2003   | Apache Point         | Sloan Digital Sky Survey |
| 280404 | 2003 VS10              | 15 de novembre de 2003 | Kitt Peak            | Spacewatch               |
| 280405 | 2003 WP13              | 16 de novembre de 2003 | Kitt Peak            | Spacewatch               |
| 280406 | 2003 WZ22              | 18 de novembre de 2003 | Kitt Peak            | Spacewatch               |
| 280407 | 2003 WY53              | 20 de novembre de 2003 | Socorro              | LINEAR                   |
| 280408 | 2003 WP59              | 18 de novembre de 2003 | Kitt Peak            | Spacewatch               |
| 280409 | 2003 WU85              | 20 de novembre de 2003 | Socorro              | LINEAR                   |
| 280410 | 2003 WJ86              | 21 de novembre de 2003 | Socorro              | LINEAR                   |
| 280411 | 2003 WZ95              | 19 de novembre de 2003 | Anderson Mesa        | LONEOS                   |
| 280412 | 2003 WC132             | 19 de novembre de 2003 | Kitt Peak            | Spacewatch               |
| 280413 | 2003 WH133             | 21 de novembre de 2003 | Socorro              | LINEAR                   |
| 280414 | 2003 WP140             | 21 de novembre de 2003 | Socorro              | LINEAR                   |
| 280415 | 2003 WT156             | 29 de novembre de 2003 | Kitt Peak            | Spacewatch               |
| 280416 | 2003 WK192             | 19 de novembre de 2003 | Socorro              | LINEAR                   |
| 280417 | 2003 XH3               | 1 de desembre de 2003  | Socorro              | LINEAR                   |
| 280418 | 2003 XP14              | 4 de desembre de 2003  | Socorro              | LINEAR                   |
| 280419 | 2003 XE31              | 1 de desembre de 2003  | Kitt Peak            | Spacewatch               |
| 280420 | 2003 YN17              | 19 de desembre de 2003 | Socorro              | LINEAR                   |
| 280421 | 2003 YR18              | 17 de desembre de 2003 | Kitt Peak            | Spacewatch               |
| 280422 | 2003 YA21              | 17 de desembre de 2003 | Kitt Peak            | Spacewatch               |
| 280423 | 2003 YQ24              | 17 de desembre de 2003 | Kitt Peak            | Spacewatch               |
| 280424 | 2003 YK43              | 19 de desembre de 2003 | Socorro              | LINEAR                   |
| 280425 | 2003 YR52              | 19 de desembre de 2003 | Kitt Peak            | Spacewatch               |
| 280426 | 2003 YD56              | 19 de desembre de 2003 | Socorro              | LINEAR                   |
| 280427 | 2003 YH56              | 19 de desembre de 2003 | Socorro              | LINEAR                   |
| 280428 | 2003 YW84              | 19 de desembre de 2003 | Kitt Peak            | Spacewatch               |
| 280429 | 2003 YX84              | 19 de desembre de 2003 | Kitt Peak            | Spacewatch               |
| 280430 | 2003 YO93              | 21 de desembre de 2003 | Kitt Peak            | Spacewatch               |
| 280431 | 2003 YQ104             | 21 de desembre de 2003 | Kitt Peak            | Spacewatch               |
| 280432 | 2003 YF106             | 22 de desembre de 2003 | Socorro              | LINEAR                   |
| 280433 | 2003 YV120             | 27 de desembre de 2003 | Socorro              | LINEAR                   |
| 280434 | 2003 YH134             | 28 de desembre de 2003 | Socorro              | LINEAR                   |
| 280435 | 2003 YZ140             | 28 de desembre de 2003 | Socorro              | LINEAR                   |
| 280436 | 2003 YE141             | 28 de desembre de 2003 | Socorro              | LINEAR                   |
| 280437 | 2003 YU141             | 28 de desembre de 2003 | Socorro              | LINEAR                   |
| 280438 | 2003 YR164             | 17 de desembre de 2003 | Kitt Peak            | Spacewatch               |
| 280439 | 2003 YP169             | 18 de desembre de 2003 | Socorro              | LINEAR                   |
| 280440 | 2004 AF7               | 13 de gener de 2004    | Anderson Mesa        | LONEOS                   |
| 280441 | 2004 BS72              | 23 de gener de 2004    | Socorro              | LINEAR                   |
| 280442 | 2004 BA86              | 29 de gener de 2004    | Socorro              | LINEAR                   |
| 280443 | 2004 BO96              | 24 de gener de 2004    | Socorro              | LINEAR                   |
| 280444 | 2004 BG119             | 30 de gener de 2004    | Anderson Mesa        | LONEOS                   |
| 280445 | 2004 BJ125             | 16 de gener de 2004    | Kitt Peak            | Spacewatch               |
| 280446 | 2004 CO39              | 14 de febrer de 2004   | Bareggio             | Bareggio                 |
| 280447 | 2004 CU73              | 15 de febrer de 2004   | Socorro              | LINEAR                   |
| 280448 | 2004 CL75              | 11 de febrer de 2004   | Palomar              | NEAT                     |
| 280449 | 2004 CO106             | 14 de febrer de 2004   | Palomar              | NEAT                     |
| 280450 | 2004 CB129             | 14 de febrer de 2004   | Kitt Peak            | Spacewatch               |
| 280451 | 2004 DJ11              | 16 de febrer de 2004   | Kitt Peak            | Spacewatch               |
| 280452 | 2004 DX25              | 16 de febrer de 2004   | Socorro              | LINEAR                   |
| 280453 | 2004 DG26              | 16 de febrer de 2004   | Kitt Peak            | Spacewatch               |
| 280454 | 2004 EO                | 11 de març de 2004     | Palomar              | NEAT                     |
| 280455 | 2004 EA17              | 12 de març de 2004     | Palomar              | NEAT                     |
| 280456 | 2004 EG49              | 15 de març de 2004     | Kitt Peak            | Spacewatch               |
| 280457 | 2004 EV57              | 15 de març de 2004     | Kitt Peak            | Spacewatch               |
| 280458 | 2004 ER69              | 15 de març de 2004     | Kitt Peak            | Spacewatch               |
| 280459 | 2004 EG86              | 15 de març de 2004     | Socorro              | LINEAR                   |
| 280460 | 2004 EH86              | 15 de març de 2004     | Socorro              | LINEAR                   |
| 280461 | 2004 FQ12              | 16 de març de 2004     | Catalina             | CSS                      |
| 280462 | 2004 FY52              | 19 de març de 2004     | Socorro              | LINEAR                   |
| 280463 | 2004 FW78              | 19 de març de 2004     | Kitt Peak            | Spacewatch               |
| 280464 | 2004 FV91              | 22 de març de 2004     | Socorro              | LINEAR                   |
| 280465 | 2004 FT92              | 18 de març de 2004     | Socorro              | LINEAR                   |
| 280466 | 2004 FL93              | 21 de març de 2004     | Nogales              | Tenagra II               |
| 280467 | 2004 FS95              | 23 de març de 2004     | Socorro              | LINEAR                   |
| 280468 | 2004 FN97              | 23 de març de 2004     | Socorro              | LINEAR                   |
| 280469 | 2004 GL10              | 12 d'abril de 2004     | Kitt Peak            | Spacewatch               |
| 280470 | 2004 GF25              | 14 d'abril de 2004     | Kitt Peak            | Spacewatch               |
| 280471 | 2004 GT25              | 14 d'abril de 2004     | Kitt Peak            | Spacewatch               |
| 280472 | 2004 GL46              | 12 d'abril de 2004     | Kitt Peak            | Spacewatch               |
| 280473 | 2004 GG71              | 13 d'abril de 2004     | Kitt Peak            | Spacewatch               |
| 280474 | 2004 HY2               | 16 d'abril de 2004     | Socorro              | LINEAR                   |
| 280475 | 2004 HW6               | 16 d'abril de 2004     | Socorro              | LINEAR                   |
| 280476 | 2004 HJ17              | 16 d'abril de 2004     | Palomar              | NEAT                     |
| 280477 | 2004 HU25              | 19 d'abril de 2004     | Socorro              | LINEAR                   |
| 280478 | 2004 HB36              | 21 d'abril de 2004     | Catalina             | CSS                      |
| 280479 | 2004 HG41              | 19 d'abril de 2004     | Socorro              | LINEAR                   |
| 280480 | 2004 HN45              | 21 d'abril de 2004     | Socorro              | LINEAR                   |
| 280481 | 2004 HL48              | 22 d'abril de 2004     | Siding Spring        | Siding Spring Survey     |
| 280482 | 2004 HK59              | 25 d'abril de 2004     | Kitt Peak            | Spacewatch               |
| 280483 | 2004 JM12              | 13 de maig de 2004     | Socorro              | LINEAR                   |
| 280484 | 2004 JO35              | 15 de maig de 2004     | Socorro              | LINEAR                   |
| 280485 | 2004 LA15              | 11 de juny de 2004     | Palomar              | NEAT                     |
| 280486 | 2004 LM20              | 12 de juny de 2004     | Socorro              | LINEAR                   |
| 280487 | 2004 LO29              | 14 de juny de 2004     | Kitt Peak            | Spacewatch               |
| 280488 | 2004 LL31              | 12 de juny de 2004     | Anderson Mesa        | LONEOS                   |
| 280489 | 2004 ML5               | 22 de juny de 2004     | Kitt Peak            | Spacewatch               |
| 280490 | 2004 MO6               | 25 de juny de 2004     | Kitt Peak            | Spacewatch               |
| 280491 | 2004 MO7               | 16 de juny de 2004     | Mauna Kea            | D. J. Tholen             |
| 280492 | 2004 NG2               | 9 de juliol de 2004    | Siding Spring        | Siding Spring Survey     |
| 280493 | 2004 NF5               | 9 de juliol de 2004    | Palomar              | NEAT                     |
| 280494 | 2004 NN9               | 9 de juliol de 2004    | Socorro              | LINEAR                   |
| 280495 | 2004 NV14              | 11 de juliol de 2004   | Socorro              | LINEAR                   |
| 280496 | 2004 NS20              | 14 de juliol de 2004   | Socorro              | LINEAR                   |
| 280497 | 2004 NE21              | 14 de juliol de 2004   | Socorro              | LINEAR                   |
| 280498 | 2004 NF23              | 11 de juliol de 2004   | Socorro              | LINEAR                   |
| 280499 | 2004 NU32              | 11 de juliol de 2004   | Palomar              | NEAT                     |
| 280500 | 2004 OZ3               | 17 de juliol de 2004   | Socorro              | LINEAR                   |

## 280501-280600
| Nom    | Designació provisional | Data de descobriment   | Lloc de descobriment | Descobridor/s        |
| ------ | ---------------------- | ---------------------- | -------------------- | -------------------- |
| 280501 | 2004 OB10              | 21 de juliol de 2004   | Reedy Creek          | J. Broughton         |
| 280502 | 2004 PD3               | 3 d'agost de 2004      | Siding Spring        | Siding Spring Survey |
| 280503 | 2004 PY3               | 3 d'agost de 2004      | Siding Spring        | Siding Spring Survey |
| 280504 | 2004 PK5               | 6 d'agost de 2004      | Palomar              | NEAT                 |
| 280505 | 2004 PA6               | 6 d'agost de 2004      | Palomar              | NEAT                 |
| 280506 | 2004 PK6               | 6 d'agost de 2004      | Palomar              | NEAT                 |
| 280507 | 2004 PN6               | 6 d'agost de 2004      | Palomar              | NEAT                 |
| 280508 | 2004 PU11              | 7 d'agost de 2004      | Palomar              | NEAT                 |
| 280509 | 2004 PN14              | 7 d'agost de 2004      | Palomar              | NEAT                 |
| 280510 | 2004 PT23              | 8 d'agost de 2004      | Socorro              | LINEAR               |
| 280511 | 2004 PV23              | 8 d'agost de 2004      | Socorro              | LINEAR               |
| 280512 | 2004 PE27              | 8 d'agost de 2004      | Reedy Creek          | J. Broughton         |
| 280513 | 2004 PD28              | 5 d'agost de 2004      | Palomar              | NEAT                 |
| 280514 | 2004 PM50              | 8 d'agost de 2004      | Socorro              | LINEAR               |
| 280515 | 2004 PQ64              | 10 d'agost de 2004     | Socorro              | LINEAR               |
| 280516 | 2004 PW69              | 7 d'agost de 2004      | Palomar              | NEAT                 |
| 280517 | 2004 PD71              | 8 d'agost de 2004      | Palomar              | NEAT                 |
| 280518 | 2004 PY75              | 9 d'agost de 2004      | Socorro              | LINEAR               |
| 280519 | 2004 PQ76              | 9 d'agost de 2004      | Socorro              | LINEAR               |
| 280520 | 2004 PY82              | 10 d'agost de 2004     | Socorro              | LINEAR               |
| 280521 | 2004 PY83              | 10 d'agost de 2004     | Socorro              | LINEAR               |
| 280522 | 2004 PF86              | 11 d'agost de 2004     | Socorro              | LINEAR               |
| 280523 | 2004 PM92              | 12 d'agost de 2004     | Palomar              | NEAT                 |
| 280524 | 2004 PR97              | 9 d'agost de 2004      | Socorro              | LINEAR               |
| 280525 | 2004 PD108             | 7 d'agost de 2004      | Palomar              | NEAT                 |
| 280526 | 2004 PE109             | 11 d'agost de 2004     | Socorro              | LINEAR               |
| 280527 | 2004 QS3               | 21 d'agost de 2004     | Catalina             | CSS                  |
| 280528 | 2004 QV12              | 21 d'agost de 2004     | Siding Spring        | Siding Spring Survey |
| 280529 | 2004 QJ21              | 23 d'agost de 2004     | Kitt Peak            | Spacewatch           |
| 280530 | 2004 QE27              | 18 d'agost de 2004     | Siding Spring        | Siding Spring Survey |
| 280531 | 2004 RN12              | 8 de setembre de 2004  | Socorro              | LINEAR               |
| 280532 | 2004 RG15              | 6 de setembre de 2004  | Bergisch Gladbac     | W. Bickel            |
| 280533 | 2004 RG25              | 6 de setembre de 2004  | Siding Spring        | Siding Spring Survey |
| 280534 | 2004 RK26              | 6 de setembre de 2004  | Palomar              | NEAT                 |
| 280535 | 2004 RO40              | 7 de setembre de 2004  | Kitt Peak            | Spacewatch           |
| 280536 | 2004 RE49              | 8 de setembre de 2004  | Socorro              | LINEAR               |
| 280537 | 2004 RL50              | 8 de setembre de 2004  | Socorro              | LINEAR               |
| 280538 | 2004 RH51              | 8 de setembre de 2004  | Socorro              | LINEAR               |
| 280539 | 2004 RE53              | 8 de setembre de 2004  | Socorro              | LINEAR               |
| 280540 | 2004 RM58              | 8 de setembre de 2004  | Socorro              | LINEAR               |
| 280541 | 2004 RH68              | 8 de setembre de 2004  | Socorro              | LINEAR               |
| 280542 | 2004 RL86              | 7 de setembre de 2004  | Socorro              | LINEAR               |
| 280543 | 2004 RZ94              | 8 de setembre de 2004  | Socorro              | LINEAR               |
| 280544 | 2004 RG95              | 8 de setembre de 2004  | Socorro              | LINEAR               |
| 280545 | 2004 RO126             | 7 de setembre de 2004  | Kitt Peak            | Spacewatch           |
| 280546 | 2004 RJ138             | 8 de setembre de 2004  | Palomar              | NEAT                 |
| 280547 | 2004 RJ166             | 7 de setembre de 2004  | Socorro              | LINEAR               |
| 280548 | 2004 RC187             | 10 de setembre de 2004 | Socorro              | LINEAR               |
| 280549 | 2004 RJ203             | 11 de setembre de 2004 | Kitt Peak            | Spacewatch           |
| 280550 | 2004 RX215             | 11 de setembre de 2004 | Socorro              | LINEAR               |
| 280551 | 2004 RC224             | 8 de setembre de 2004  | Socorro              | LINEAR               |
| 280552 | 2004 RT230             | 9 de setembre de 2004  | Kitt Peak            | Spacewatch           |
| 280553 | 2004 RA259             | 10 de setembre de 2004 | Kitt Peak            | Spacewatch           |
| 280554 | 2004 RX260             | 10 de setembre de 2004 | Kitt Peak            | Spacewatch           |
| 280555 | 2004 RJ278             | 15 de setembre de 2004 | Socorro              | LINEAR               |
| 280556 | 2004 RH293             | 11 de setembre de 2004 | Socorro              | LINEAR               |
| 280557 | 2004 RR306             | 12 de setembre de 2004 | Socorro              | LINEAR               |
| 280558 | 2004 RU309             | 13 de setembre de 2004 | Kitt Peak            | Spacewatch           |
| 280559 | 2004 RQ311             | 14 de setembre de 2004 | Palomar              | NEAT                 |
| 280560 | 2004 RF317             | 11 de setembre de 2004 | Palomar              | NEAT                 |
| 280561 | 2004 RD330             | 15 de setembre de 2004 | Kitt Peak            | Spacewatch           |
| 280562 | 2004 RU339             | 8 de setembre de 2004  | Socorro              | LINEAR               |
| 280563 | 2004 SJ14              | 17 de setembre de 2004 | Anderson Mesa        | LONEOS               |
| 280564 | 2004 TE2               | 4 d'octubre de 2004    | Kitt Peak            | Spacewatch           |
| 280565 | 2004 TG2               | 4 d'octubre de 2004    | Kitt Peak            | Spacewatch           |
| 280566 | 2004 TC4               | 4 d'octubre de 2004    | Kitt Peak            | Spacewatch           |
| 280567 | 2004 TK13              | 8 d'octubre de 2004    | Socorro              | LINEAR               |
| 280568 | 2004 TN24              | 4 d'octubre de 2004    | Kitt Peak            | Spacewatch           |
| 280569 | 2004 TH33              | 4 d'octubre de 2004    | Kitt Peak            | Spacewatch           |
| 280570 | 2004 TP41              | 4 d'octubre de 2004    | Kitt Peak            | Spacewatch           |
| 280571 | 2004 TJ44              | 4 d'octubre de 2004    | Kitt Peak            | Spacewatch           |
| 280572 | 2004 TS44              | 4 d'octubre de 2004    | Kitt Peak            | Spacewatch           |
| 280573 | 2004 TG55              | 4 d'octubre de 2004    | Kitt Peak            | Spacewatch           |
| 280574 | 2004 TN92              | 5 d'octubre de 2004    | Kitt Peak            | Spacewatch           |
| 280575 | 2004 TX131             | 7 d'octubre de 2004    | Anderson Mesa        | LONEOS               |
| 280576 | 2004 TN133             | 7 d'octubre de 2004    | Anderson Mesa        | LONEOS               |
| 280577 | 2004 TM176             | 9 d'octubre de 2004    | Socorro              | LINEAR               |
| 280578 | 2004 TD195             | 7 d'octubre de 2004    | Kitt Peak            | Spacewatch           |
| 280579 | 2004 TY196             | 7 d'octubre de 2004    | Kitt Peak            | Spacewatch           |
| 280580 | 2004 TK203             | 7 d'octubre de 2004    | Kitt Peak            | Spacewatch           |
| 280581 | 2004 TB216             | 6 d'octubre de 2004    | Palomar              | NEAT                 |
| 280582 | 2004 TM225             | 8 d'octubre de 2004    | Kitt Peak            | Spacewatch           |
| 280583 | 2004 TR242             | 6 d'octubre de 2004    | Socorro              | LINEAR               |
| 280584 | 2004 TT303             | 10 d'octubre de 2004   | Kitt Peak            | Spacewatch           |
| 280585 | 2004 TE323             | 11 d'octubre de 2004   | Kitt Peak            | Spacewatch           |
| 280586 | 2004 TO328             | 4 d'octubre de 2004    | Palomar              | NEAT                 |
| 280587 | 2004 TO345             | 14 d'octubre de 2004   | Kitt Peak            | Spacewatch           |
| 280588 | 2004 TB346             | 15 d'octubre de 2004   | Socorro              | LINEAR               |
| 280589 | 2004 TX348             | 7 d'octubre de 2004    | Kitt Peak            | Spacewatch           |
| 280590 | 2004 UU                | 18 d'octubre de 2004   | Goodricke-Pigott     | Goodricke-Pigott     |
| 280591 | 2004 VD10              | 3 de novembre de 2004  | Anderson Mesa        | LONEOS               |
| 280592 | 2004 VV12              | 3 de novembre de 2004  | Palomar              | NEAT                 |
| 280593 | 2004 VP19              | 4 de novembre de 2004  | Anderson Mesa        | LONEOS               |
| 280594 | 2004 VU19              | 4 de novembre de 2004  | Anderson Mesa        | LONEOS               |
| 280595 | 2004 VW26              | 4 de novembre de 2004  | Catalina             | CSS                  |
| 280596 | 2004 VF34              | 3 de novembre de 2004  | Kitt Peak            | Spacewatch           |
| 280597 | 2004 VP35              | 3 de novembre de 2004  | Anderson Mesa        | LONEOS               |
| 280598 | 2004 VW41              | 4 de novembre de 2004  | Kitt Peak            | Spacewatch           |
| 280599 | 2004 VB51              | 4 de novembre de 2004  | Kitt Peak            | Spacewatch           |
| 280600 | 2004 VN53              | 7 de novembre de 2004  | Socorro              | LINEAR               |

## 280601-280700
| Nom            | Designació provisional | Data de descobriment   | Lloc de descobriment | Descobridor/s        |
| -------------- | ---------------------- | ---------------------- | -------------------- | -------------------- |
| 280601         | 2004 VO76              | 12 de novembre de 2004 | Catalina             | CSS                  |
| 280602         | 2004 VU77              | 12 de novembre de 2004 | Catalina             | CSS                  |
| 280603         | 2004 VN92              | 4 de novembre de 2004  | Kitt Peak            | Spacewatch           |
| 280604         | 2004 VJ95              | 10 de novembre de 2004 | Kitt Peak            | Spacewatch           |
| 280605         | 2004 WX1               | 17 de novembre de 2004 | Campo Imperatore     | CINEOS               |
| 280606         | 2004 WT8               | 18 de novembre de 2004 | Campo Imperatore     | CINEOS               |
| 280607         | 2004 WY9               | 30 de novembre de 2004 | Palomar              | NEAT                 |
| 280608         | 2004 XE                | 1 de desembre de 2004  | Socorro              | LINEAR               |
| 280609         | 2004 XR5               | 7 de desembre de 2004  | Nakagawa             | Nakagawa             |
| 280610         | 2004 XJ8               | 2 de desembre de 2004  | Palomar              | NEAT                 |
| 280611         | 2004 XW14              | 8 de desembre de 2004  | Socorro              | LINEAR               |
| 280612         | 2004 XF20              | 8 de desembre de 2004  | Socorro              | LINEAR               |
| 280613         | 2004 XQ23              | 9 de desembre de 2004  | Kitt Peak            | Spacewatch           |
| 280614         | 2004 XY24              | 9 de desembre de 2004  | Kitt Peak            | Spacewatch           |
| 280615         | 2004 XB50              | 12 de desembre de 2004 | Socorro              | LINEAR               |
| 280616         | 2004 XC56              | 10 de desembre de 2004 | Socorro              | LINEAR               |
| 280617         | 2004 XC63              | 15 de desembre de 2004 | Junk Bond            | Junk Bond            |
| 280618         | 2004 XU64              | 2 de desembre de 2004  | Palomar              | NEAT                 |
| 280619         | 2004 XY77              | 10 de desembre de 2004 | Socorro              | LINEAR               |
| 280620         | 2004 XT83              | 11 de desembre de 2004 | Kitt Peak            | Spacewatch           |
| 280621         | 2004 XC84              | 11 de desembre de 2004 | Kitt Peak            | Spacewatch           |
| 280622         | 2004 XM86              | 13 de desembre de 2004 | Kitt Peak            | Spacewatch           |
| 280623         | 2004 XZ93              | 11 de desembre de 2004 | Kitt Peak            | Spacewatch           |
| 280624         | 2004 XH99              | 12 de desembre de 2004 | Kitt Peak            | Spacewatch           |
| 280625         | 2004 XT103             | 9 de desembre de 2004  | Catalina             | CSS                  |
| 280626         | 2004 XO104             | 10 de desembre de 2004 | Kitt Peak            | Spacewatch           |
| 280627         | 2004 XR122             | 10 de desembre de 2004 | Kitt Peak            | Spacewatch           |
| 280628         | 2004 XY126             | 14 de desembre de 2004 | Kitt Peak            | Spacewatch           |
| 280629         | 2004 XK128             | 14 de desembre de 2004 | Socorro              | LINEAR               |
| 280630         | 2004 XJ142             | 2 de desembre de 2004  | Kitt Peak            | Spacewatch           |
| 280631         | 2004 XN145             | 14 de desembre de 2004 | Campo Imperatore     | CINEOS               |
| 280632         | 2004 XN157             | 14 de desembre de 2004 | Socorro              | LINEAR               |
| 280633         | 2004 XH162             | 15 de desembre de 2004 | Socorro              | LINEAR               |
| 280634         | 2004 XE177             | 11 de desembre de 2004 | Kitt Peak            | Spacewatch           |
| 280635         | 2004 YO1               | 19 de desembre de 2004 | Junk Bond            | Junk Bond            |
| 280636         | 2004 YO13              | 18 de desembre de 2004 | Mount Lemmon         | Mt. Lemmon Survey    |
| 280637         | 2004 YD14              | 18 de desembre de 2004 | Mount Lemmon         | Mt. Lemmon Survey    |
| 280638         | 2004 YB33              | 16 de desembre de 2004 | Anderson Mesa        | LONEOS               |
| 280639         | 2005 AH                | 4 de gener de 2005     | Great Shefford       | P. Birtwhistle       |
| 280640 Ruetsch | 2005 AV                | 4 de gener de 2005     | Vicques              | M. Ory               |
| 280641 Edosara | 2005 AT3               | 6 de gener de 2005     | San Marcello         | San Marcello         |
| 280642 Doubs   | 2005 AR27              | 13 de gener de 2005    | Vicques              | M. Ory               |
| 280643         | 2005 AY37              | 13 de gener de 2005    | Kitt Peak            | Spacewatch           |
| 280644         | 2005 AN65              | 13 de gener de 2005    | Kitt Peak            | Spacewatch           |
| 280645         | 2005 AE77              | 15 de gener de 2005    | Kitt Peak            | Spacewatch           |
| 280646         | 2005 BD3               | 16 de gener de 2005    | Kitt Peak            | Spacewatch           |
| 280647         | 2005 BD12              | 17 de gener de 2005    | Kitt Peak            | Spacewatch           |
| 280648         | 2005 BR19              | 16 de gener de 2005    | Kitt Peak            | Spacewatch           |
| 280649         | 2005 BJ21              | 16 de gener de 2005    | Kitt Peak            | Spacewatch           |
| 280650         | 2005 BM27              | 18 de gener de 2005    | Catalina             | CSS                  |
| 280651         | 2005 BE33              | 16 de gener de 2005    | Mauna Kea            | C. Veillet           |
| 280652 Aimaku  | 2005 CQ                | 2 de febrer de 2005    | San Marcello         | San Marcello         |
| 280653         | 2005 CC23              | 1 de febrer de 2005    | Catalina             | CSS                  |
| 280654         | 2005 CX31              | 1 de febrer de 2005    | Kitt Peak            | Spacewatch           |
| 280655         | 2005 CS39              | 1 de febrer de 2005    | Kitt Peak            | Spacewatch           |
| 280656         | 2005 EB3               | 1 de març de 2005      | Kitt Peak            | Spacewatch           |
| 280657         | 2005 ED8               | 1 de març de 2005      | Kitt Peak            | Spacewatch           |
| 280658         | 2005 EU18              | 3 de març de 2005      | Kitt Peak            | Spacewatch           |
| 280659         | 2005 EZ20              | 3 de març de 2005      | Catalina             | CSS                  |
| 280660         | 2005 EO24              | 3 de març de 2005      | Catalina             | CSS                  |
| 280661         | 2005 ET36              | 4 de març de 2005      | Socorro              | LINEAR               |
| 280662         | 2005 EY43              | 3 de març de 2005      | Kitt Peak            | Spacewatch           |
| 280663         | 2005 EU55              | 4 de març de 2005      | Kitt Peak            | Spacewatch           |
| 280664         | 2005 ES63              | 4 de març de 2005      | Mount Lemmon         | Mt. Lemmon Survey    |
| 280665         | 2005 EC66              | 4 de març de 2005      | Catalina             | CSS                  |
| 280666         | 2005 EG91              | 8 de març de 2005      | Kitt Peak            | Spacewatch           |
| 280667         | 2005 EA137             | 9 de març de 2005      | Mount Lemmon         | Mt. Lemmon Survey    |
| 280668         | 2005 EV149             | 10 de març de 2005     | Kitt Peak            | Spacewatch           |
| 280669         | 2005 EL150             | 10 de març de 2005     | Kitt Peak            | Spacewatch           |
| 280670         | 2005 ES153             | 9 de març de 2005      | Catalina             | CSS                  |
| 280671         | 2005 EC157             | 9 de març de 2005      | Mount Lemmon         | Mt. Lemmon Survey    |
| 280672         | 2005 EK159             | 9 de març de 2005      | Mount Lemmon         | Mt. Lemmon Survey    |
| 280673         | 2005 EL162             | 10 de març de 2005     | Mount Lemmon         | Mt. Lemmon Survey    |
| 280674         | 2005 EB172             | 7 de març de 2005      | Socorro              | LINEAR               |
| 280675         | 2005 ED177             | 8 de març de 2005      | Mount Lemmon         | Mt. Lemmon Survey    |
| 280676         | 2005 EE185             | 9 de març de 2005      | Kitt Peak            | Spacewatch           |
| 280677         | 2005 EL185             | 9 de març de 2005      | Siding Spring        | Siding Spring Survey |
| 280678         | 2005 EO194             | 4 de març de 2005      | Kitt Peak            | Spacewatch           |
| 280679         | 2005 EG200             | 12 de març de 2005     | Socorro              | LINEAR               |
| 280680         | 2005 EG220             | 11 de març de 2005     | Anderson Mesa        | LONEOS               |
| 280681         | 2005 ET226             | 9 de març de 2005      | Socorro              | LINEAR               |
| 280682         | 2005 EF233             | 10 de març de 2005     | Anderson Mesa        | LONEOS               |
| 280683         | 2005 EZ234             | 10 de març de 2005     | Mount Lemmon         | Mt. Lemmon Survey    |
| 280684         | 2005 EA243             | 11 de març de 2005     | Catalina             | CSS                  |
| 280685         | 2005 EQ246             | 12 de març de 2005     | Kitt Peak            | Spacewatch           |
| 280686         | 2005 EU249             | 13 de març de 2005     | Moletai              | Moletai              |
| 280687         | 2005 EB268             | 14 de març de 2005     | Mount Lemmon         | Mt. Lemmon Survey    |
| 280688         | 2005 EP276             | 8 de març de 2005      | Mount Lemmon         | Mt. Lemmon Survey    |
| 280689         | 2005 ET282             | 10 de març de 2005     | Catalina             | CSS                  |
| 280690         | 2005 EQ317             | 12 de març de 2005     | Kitt Peak            | M. W. Buie           |
| 280691         | 2005 EL330             | 4 de març de 2005      | Catalina             | CSS                  |
| 280692         | 2005 EU330             | 1 de març de 2005      | Catalina             | CSS                  |
| 280693         | 2005 EW330             | 15 de març de 2005     | Catalina             | CSS                  |
| 280694         | 2005 FX4               | 30 de març de 2005     | Catalina             | CSS                  |
| 280695         | 2005 FX14              | 18 de març de 2005     | Catalina             | CSS                  |
| 280696         | 2005 GL2               | 1 d'abril de 2005      | Kitt Peak            | Spacewatch           |
| 280697         | 2005 GE23              | 1 d'abril de 2005      | Kitt Peak            | Spacewatch           |
| 280698         | 2005 GP23              | 1 d'abril de 2005      | Catalina             | CSS                  |
| 280699         | 2005 GD26              | 2 d'abril de 2005      | Mount Lemmon         | Mt. Lemmon Survey    |
| 280700         | 2005 GS28              | 4 d'abril de 2005      | Kitt Peak            | Spacewatch           |

## 280701-280800
| Nom    | Designació provisional | Data de descobriment   | Lloc de descobriment | Descobridor/s        |
| ------ | ---------------------- | ---------------------- | -------------------- | -------------------- |
| 280701 | 2005 GC37              | 2 d'abril de 2005      | Catalina             | CSS                  |
| 280702 | 2005 GQ39              | 4 d'abril de 2005      | Catalina             | CSS                  |
| 280703 | 2005 GC50              | 5 d'abril de 2005      | Mount Lemmon         | Mt. Lemmon Survey    |
| 280704 | 2005 GN54              | 5 d'abril de 2005      | Mount Lemmon         | Mt. Lemmon Survey    |
| 280705 | 2005 GJ56              | 6 d'abril de 2005      | Mount Lemmon         | Mt. Lemmon Survey    |
| 280706 | 2005 GL58              | 6 d'abril de 2005      | Mount Lemmon         | Mt. Lemmon Survey    |
| 280707 | 2005 GV59              | 6 d'abril de 2005      | Junk Bond            | Junk Bond            |
| 280708 | 2005 GH65              | 2 d'abril de 2005      | Palomar              | NEAT                 |
| 280709 | 2005 GN68              | 2 d'abril de 2005      | Catalina             | CSS                  |
| 280710 | 2005 GH80              | 7 d'abril de 2005      | Kitt Peak            | Spacewatch           |
| 280711 | 2005 GJ80              | 7 d'abril de 2005      | Kitt Peak            | Spacewatch           |
| 280712 | 2005 GB88              | 5 d'abril de 2005      | Anderson Mesa        | LONEOS               |
| 280713 | 2005 GQ89              | 5 d'abril de 2005      | Mount Lemmon         | Mt. Lemmon Survey    |
| 280714 | 2005 GW104             | 10 d'abril de 2005     | Kitt Peak            | Spacewatch           |
| 280715 | 2005 GD107             | 10 d'abril de 2005     | Mount Lemmon         | Mt. Lemmon Survey    |
| 280716 | 2005 GY112             | 6 d'abril de 2005      | Catalina             | CSS                  |
| 280717 | 2005 GC116             | 11 d'abril de 2005     | Kitt Peak            | Spacewatch           |
| 280718 | 2005 GQ124             | 9 d'abril de 2005      | Catalina             | CSS                  |
| 280719 | 2005 GV128             | 10 d'abril de 2005     | Catalina             | CSS                  |
| 280720 | 2005 GA139             | 12 d'abril de 2005     | Socorro              | LINEAR               |
| 280721 | 2005 GX139             | 12 d'abril de 2005     | Mount Lemmon         | Mt. Lemmon Survey    |
| 280722 | 2005 GW161             | 13 d'abril de 2005     | Siding Spring        | Siding Spring Survey |
| 280723 | 2005 GD172             | 14 d'abril de 2005     | Kitt Peak            | Spacewatch           |
| 280724 | 2005 GY179             | 6 d'abril de 2005      | Siding Spring        | Siding Spring Survey |
| 280725 | 2005 GV180             | 12 d'abril de 2005     | Kitt Peak            | Spacewatch           |
| 280726 | 2005 GD181             | 12 d'abril de 2005     | Kitt Peak            | Spacewatch           |
| 280727 | 2005 GU192             | 10 d'abril de 2005     | Kitt Peak            | M. W. Buie           |
| 280728 | 2005 GH220             | 4 d'abril de 2005      | Catalina             | CSS                  |
| 280729 | 2005 HE1               | 16 d'abril de 2005     | Kitt Peak            | Spacewatch           |
| 280730 | 2005 HS3               | 27 d'abril de 2005     | Cordell-Lorenz       | D. T. Durig          |
| 280731 | 2005 JQ4               | 1 de maig de 2005      | Kitt Peak            | Spacewatch           |
| 280732 | 2005 JE20              | 4 de maig de 2005      | Catalina             | CSS                  |
| 280733 | 2005 JB72              | 17 de març de 2005     | Kitt Peak            | Spacewatch           |
| 280734 | 2005 JY87              | 10 de maig de 2005     | Kitt Peak            | Spacewatch           |
| 280735 | 2005 JB92              | 11 de maig de 2005     | Palomar              | NEAT                 |
| 280736 | 2005 JT99              | 9 de maig de 2005      | Kitt Peak            | Spacewatch           |
| 280737 | 2005 JX103             | 10 de maig de 2005     | Mount Lemmon         | Mt. Lemmon Survey    |
| 280738 | 2005 JA130             | 13 de maig de 2005     | Kitt Peak            | Spacewatch           |
| 280739 | 2005 JK142             | 15 de maig de 2005     | Palomar              | NEAT                 |
| 280740 | 2005 KC4               | 17 de maig de 2005     | Mount Lemmon         | Mt. Lemmon Survey    |
| 280741 | 2005 LC1               | 1 de juny de 2005      | Reedy Creek          | J. Broughton         |
| 280742 | 2005 LY42              | 8 de juny de 2005      | Mauna Kea            | D. J. Tholen         |
| 280743 | 2005 LM51              | 14 de juny de 2005     | Kitt Peak            | Spacewatch           |
| 280744 | 2005 MA41              | 30 de juny de 2005     | Kitt Peak            | Spacewatch           |
| 280745 | 2005 NF2               | 2 de juliol de 2005    | Kitt Peak            | Spacewatch           |
| 280746 | 2005 NJ42              | 5 de juliol de 2005    | Kitt Peak            | Spacewatch           |
| 280747 | 2005 NM78              | 11 de juliol de 2005   | Kitt Peak            | Spacewatch           |
| 280748 | 2005 NO94              | 6 de juliol de 2005    | Kitt Peak            | Spacewatch           |
| 280749 | 2005 OL1               | 26 de juliol de 2005   | Palomar              | NEAT                 |
| 280750 | 2005 PD14              | 4 d'agost de 2005      | Palomar              | NEAT                 |
| 280751 | 2005 QR19              | 25 d'agost de 2005     | Campo Imperatore     | CINEOS               |
| 280752 | 2005 QP21              | 26 d'agost de 2005     | Anderson Mesa        | LONEOS               |
| 280753 | 2005 QR25              | 27 d'agost de 2005     | Kitt Peak            | Spacewatch           |
| 280754 | 2005 QB29              | 26 d'agost de 2005     | Palomar              | NEAT                 |
| 280755 | 2005 QN70              | 29 d'agost de 2005     | Socorro              | LINEAR               |
| 280756 | 2005 QU72              | 29 d'agost de 2005     | Kitt Peak            | Spacewatch           |
| 280757 | 2005 QP80              | 28 d'agost de 2005     | Anderson Mesa        | LONEOS               |
| 280758 | 2005 QG84              | 29 d'agost de 2005     | Anderson Mesa        | LONEOS               |
| 280759 | 2005 QX96              | 27 d'agost de 2005     | Palomar              | NEAT                 |
| 280760 | 2005 QB165             | 31 d'agost de 2005     | Palomar              | NEAT                 |
| 280761 | 2005 QH166             | 28 d'agost de 2005     | Anderson Mesa        | LONEOS               |
| 280762 | 2005 QM178             | 27 d'agost de 2005     | Palomar              | NEAT                 |
| 280763 | 2005 RU2               | 1 de setembre de 2005  | Kitt Peak            | Spacewatch           |
| 280764 | 2005 RE14              | 1 de setembre de 2005  | Kitt Peak            | Spacewatch           |
| 280765 | 2005 RY41              | 14 de setembre de 2005 | Kitt Peak            | Spacewatch           |
| 280766 | 2005 RQ44              | 1 de setembre de 2005  | Palomar              | NEAT                 |
| 280767 | 2005 SQ7               | 24 de setembre de 2005 | Kitt Peak            | Spacewatch           |
| 280768 | 2005 SE13              | 24 de setembre de 2005 | Kitt Peak            | Spacewatch           |
| 280769 | 2005 SJ20              | 23 de setembre de 2005 | Kitt Peak            | Spacewatch           |
| 280770 | 2005 SW20              | 25 de setembre de 2005 | Kitt Peak            | Spacewatch           |
| 280771 | 2005 SZ20              | 25 de setembre de 2005 | Kitt Peak            | Spacewatch           |
| 280772 | 2005 SJ37              | 24 de setembre de 2005 | Kitt Peak            | Spacewatch           |
| 280773 | 2005 SF50              | 24 de setembre de 2005 | Kitt Peak            | Spacewatch           |
| 280774 | 2005 SM63              | 26 de setembre de 2005 | Kitt Peak            | Spacewatch           |
| 280775 | 2005 SR68              | 27 de setembre de 2005 | Kitt Peak            | Spacewatch           |
| 280776 | 2005 SP69              | 27 de setembre de 2005 | Kitt Peak            | Spacewatch           |
| 280777 | 2005 SU72              | 23 de setembre de 2005 | Kitt Peak            | Spacewatch           |
| 280778 | 2005 SB112             | 26 de setembre de 2005 | Palomar              | NEAT                 |
| 280779 | 2005 SE118             | 28 de setembre de 2005 | Palomar              | NEAT                 |
| 280780 | 2005 SC124             | 29 de setembre de 2005 | Anderson Mesa        | LONEOS               |
| 280781 | 2005 SO129             | 29 de setembre de 2005 | Anderson Mesa        | LONEOS               |
| 280782 | 2005 SA130             | 29 de setembre de 2005 | Anderson Mesa        | LONEOS               |
| 280783 | 2005 SV139             | 25 de setembre de 2005 | Kitt Peak            | Spacewatch           |
| 280784 | 2005 SG149             | 25 de setembre de 2005 | Kitt Peak            | Spacewatch           |
| 280785 | 2005 SB158             | 26 de setembre de 2005 | Kitt Peak            | Spacewatch           |
| 280786 | 2005 SJ175             | 29 de setembre de 2005 | Kitt Peak            | Spacewatch           |
| 280787 | 2005 ST179             | 29 de setembre de 2005 | Anderson Mesa        | LONEOS               |
| 280788 | 2005 SK187             | 29 de setembre de 2005 | Anderson Mesa        | LONEOS               |
| 280789 | 2005 ST204             | 30 de setembre de 2005 | Anderson Mesa        | LONEOS               |
| 280790 | 2005 SP210             | 30 de setembre de 2005 | Palomar              | NEAT                 |
| 280791 | 2005 SL239             | 30 de setembre de 2005 | Kitt Peak            | Spacewatch           |
| 280792 | 2005 SM263             | 23 de setembre de 2005 | Anderson Mesa        | LONEOS               |
| 280793 | 2005 SC266             | 29 de setembre de 2005 | Anderson Mesa        | LONEOS               |
| 280794 | 2005 TV3               | 1 d'octubre de 2005    | Anderson Mesa        | LONEOS               |
| 280795 | 2005 TY17              | 1 d'octubre de 2005    | Socorro              | LINEAR               |
| 280796 | 2005 TV24              | 1 d'octubre de 2005    | Mount Lemmon         | Mt. Lemmon Survey    |
| 280797 | 2005 TP26              | 1 d'octubre de 2005    | Mount Lemmon         | Mt. Lemmon Survey    |
| 280798 | 2005 TU27              | 1 d'octubre de 2005    | Catalina             | CSS                  |
| 280799 | 2005 TB56              | 6 d'octubre de 2005    | Kitt Peak            | Spacewatch           |
| 280800 | 2005 TZ71              | 3 d'octubre de 2005    | Catalina             | CSS                  |

## 280801-280900
| Nom    | Designació provisional | Data de descobriment   | Lloc de descobriment | Descobridor/s     |
| ------ | ---------------------- | ---------------------- | -------------------- | ----------------- |
| 280801 | 2005 TK72              | 5 d'octubre de 2005    | Socorro              | LINEAR            |
| 280802 | 2005 TN104             | 8 d'octubre de 2005    | Socorro              | LINEAR            |
| 280803 | 2005 TC107             | 4 d'octubre de 2005    | Mount Lemmon         | Mt. Lemmon Survey |
| 280804 | 2005 TR132             | 7 d'octubre de 2005    | Kitt Peak            | Spacewatch        |
| 280805 | 2005 TP143             | 8 d'octubre de 2005    | Kitt Peak            | Spacewatch        |
| 280806 | 2005 TK147             | 12 d'abril de 2004     | Kitt Peak            | Spacewatch        |
| 280807 | 2005 TN164             | 9 d'octubre de 2005    | Kitt Peak            | Spacewatch        |
| 280808 | 2005 TC168             | 9 d'octubre de 2005    | Kitt Peak            | Spacewatch        |
| 280809 | 2005 TE172             | 10 d'octubre de 2005   | Kitt Peak            | Spacewatch        |
| 280810 | 2005 TT177             | 15 de setembre de 2005 | Catalina             | CSS               |
| 280811 | 2005 TC186             | 7 d'octubre de 2005    | Kitt Peak            | Spacewatch        |
| 280812 | 2005 TL191             | 1 d'octubre de 2005    | Catalina             | CSS               |
| 280813 | 2005 UQ7               | 26 d'octubre de 2005   | Ottmarsheim          | C. Rinner         |
| 280814 | 2005 UZ8               | 20 d'octubre de 2005   | Palomar              | NEAT              |
| 280815 | 2005 US17              | 22 d'octubre de 2005   | Kitt Peak            | Spacewatch        |
| 280816 | 2005 UY19              | 22 d'octubre de 2005   | Kitt Peak            | Spacewatch        |
| 280817 | 2005 UZ23              | 23 d'octubre de 2005   | Kitt Peak            | Spacewatch        |
| 280818 | 2005 UM37              | 24 d'octubre de 2005   | Kitt Peak            | Spacewatch        |
| 280819 | 2005 UD40              | 24 d'octubre de 2005   | Kitt Peak            | Spacewatch        |
| 280820 | 2005 UE49              | 23 d'octubre de 2005   | Catalina             | CSS               |
| 280821 | 2005 UM53              | 23 d'octubre de 2005   | Catalina             | CSS               |
| 280822 | 2005 UP53              | 23 d'octubre de 2005   | Catalina             | CSS               |
| 280823 | 2005 UG55              | 23 d'octubre de 2005   | Catalina             | CSS               |
| 280824 | 2005 UB56              | 23 d'octubre de 2005   | Catalina             | CSS               |
| 280825 | 2005 UF63              | 25 d'octubre de 2005   | Mount Lemmon         | Mt. Lemmon Survey |
| 280826 | 2005 UH66              | 22 d'octubre de 2005   | Kitt Peak            | Spacewatch        |
| 280827 | 2005 UT68              | 23 d'octubre de 2005   | Palomar              | NEAT              |
| 280828 | 2005 UF74              | 23 d'octubre de 2005   | Catalina             | CSS               |
| 280829 | 2005 UG97              | 22 d'octubre de 2005   | Kitt Peak            | Spacewatch        |
| 280830 | 2005 US106             | 22 d'octubre de 2005   | Kitt Peak            | Spacewatch        |
| 280831 | 2005 UY106             | 22 d'octubre de 2005   | Kitt Peak            | Spacewatch        |
| 280832 | 2005 UP109             | 22 d'octubre de 2005   | Kitt Peak            | Spacewatch        |
| 280833 | 2005 UG116             | 23 d'octubre de 2005   | Catalina             | CSS               |
| 280834 | 2005 UE119             | 24 d'octubre de 2005   | Kitt Peak            | Spacewatch        |
| 280835 | 2005 UM132             | 24 d'octubre de 2005   | Palomar              | NEAT              |
| 280836 | 2005 UD144             | 26 d'octubre de 2005   | Kitt Peak            | Spacewatch        |
| 280837 | 2005 UU150             | 26 d'octubre de 2005   | Kitt Peak            | Spacewatch        |
| 280838 | 2005 UX153             | 26 d'octubre de 2005   | Kitt Peak            | Spacewatch        |
| 280839 | 2005 UL160             | 22 d'octubre de 2005   | Catalina             | CSS               |
| 280840 | 2005 UF161             | 22 d'octubre de 2005   | Palomar              | NEAT              |
| 280841 | 2005 UX163             | 24 d'octubre de 2005   | Kitt Peak            | Spacewatch        |
| 280842 | 2005 UH167             | 24 d'octubre de 2005   | Kitt Peak            | Spacewatch        |
| 280843 | 2005 UT168             | 24 d'octubre de 2005   | Kitt Peak            | Spacewatch        |
| 280844 | 2005 UO189             | 27 d'octubre de 2005   | Mount Lemmon         | Mt. Lemmon Survey |
| 280845 | 2005 UD197             | 24 d'octubre de 2005   | Kitt Peak            | Spacewatch        |
| 280846 | 2005 US213             | 22 d'octubre de 2005   | Catalina             | CSS               |
| 280847 | 2005 UM216             | 25 d'octubre de 2005   | Kitt Peak            | Spacewatch        |
| 280848 | 2005 UR223             | 25 d'octubre de 2005   | Kitt Peak            | Spacewatch        |
| 280849 | 2005 UW252             | 26 d'octubre de 2005   | Kitt Peak            | Spacewatch        |
| 280850 | 2005 UU267             | 27 d'octubre de 2005   | Kitt Peak            | Spacewatch        |
| 280851 | 2005 UO270             | 28 d'octubre de 2005   | Mount Lemmon         | Mt. Lemmon Survey |
| 280852 | 2005 UB271             | 28 d'octubre de 2005   | Mount Lemmon         | Mt. Lemmon Survey |
| 280853 | 2005 UY282             | 26 d'octubre de 2005   | Kitt Peak            | Spacewatch        |
| 280854 | 2005 UL283             | 26 d'octubre de 2005   | Kitt Peak            | Spacewatch        |
| 280855 | 2005 UH298             | 26 d'octubre de 2005   | Kitt Peak            | Spacewatch        |
| 280856 | 2005 UU298             | 26 d'octubre de 2005   | Kitt Peak            | Spacewatch        |
| 280857 | 2005 UW300             | 26 d'octubre de 2005   | Kitt Peak            | Spacewatch        |
| 280858 | 2005 UN314             | 28 d'octubre de 2005   | Catalina             | CSS               |
| 280859 | 2005 UU330             | 28 d'octubre de 2005   | Mount Lemmon         | Mt. Lemmon Survey |
| 280860 | 2005 UH347             | 30 d'octubre de 2005   | Kitt Peak            | Spacewatch        |
| 280861 | 2005 UP363             | 27 d'octubre de 2005   | Kitt Peak            | Spacewatch        |
| 280862 | 2005 UE372             | 27 d'octubre de 2005   | Kitt Peak            | Spacewatch        |
| 280863 | 2005 UZ392             | 30 d'octubre de 2005   | Mount Lemmon         | Mt. Lemmon Survey |
| 280864 | 2005 UT425             | 28 d'octubre de 2005   | Kitt Peak            | Spacewatch        |
| 280865 | 2005 UT458             | 30 d'octubre de 2005   | Palomar              | NEAT              |
| 280866 | 2005 UH461             | 28 d'octubre de 2005   | Mount Lemmon         | Mt. Lemmon Survey |
| 280867 | 2005 UQ484             | 22 d'octubre de 2005   | Palomar              | NEAT              |
| 280868 | 2005 UA494             | 25 d'octubre de 2005   | Catalina             | CSS               |
| 280869 | 2005 UP511             | 27 d'octubre de 2005   | Catalina             | CSS               |
| 280870 | 2005 UA512             | 28 d'octubre de 2005   | Mount Lemmon         | Mt. Lemmon Survey |
| 280871 | 2005 VY12              | 3 de novembre de 2005  | Mount Lemmon         | Mt. Lemmon Survey |
| 280872 | 2005 VW14              | 3 de novembre de 2005  | Mount Lemmon         | Mt. Lemmon Survey |
| 280873 | 2005 VQ28              | 4 de novembre de 2005  | Catalina             | CSS               |
| 280874 | 2005 VG71              | 1 de novembre de 2005  | Mount Lemmon         | Mt. Lemmon Survey |
| 280875 | 2005 VA76              | 3 de novembre de 2005  | Catalina             | CSS               |
| 280876 | 2005 VK81              | 5 de novembre de 2005  | Kitt Peak            | Spacewatch        |
| 280877 | 2005 VD82              | 6 de novembre de 2005  | Kitt Peak            | Spacewatch        |
| 280878 | 2005 VW92              | 6 de novembre de 2005  | Mount Lemmon         | Mt. Lemmon Survey |
| 280879 | 2005 WB4               | 23 de novembre de 2005 | Ottmarsheim          | C. Rinner         |
| 280880 | 2005 WG6               | 21 de novembre de 2005 | Catalina             | CSS               |
| 280881 | 2005 WJ16              | 22 de novembre de 2005 | Kitt Peak            | Spacewatch        |
| 280882 | 2005 WM17              | 22 de novembre de 2005 | Kitt Peak            | Spacewatch        |
| 280883 | 2005 WJ26              | 21 de novembre de 2005 | Kitt Peak            | Spacewatch        |
| 280884 | 2005 WX44              | 22 de novembre de 2005 | Kitt Peak            | Spacewatch        |
| 280885 | 2005 WG89              | 25 de novembre de 2005 | Mount Lemmon         | Mt. Lemmon Survey |
| 280886 | 2005 WW92              | 25 de novembre de 2005 | Mount Lemmon         | Mt. Lemmon Survey |
| 280887 | 2005 WG100             | 28 de novembre de 2005 | Catalina             | CSS               |
| 280888 | 2005 WV106             | 25 de novembre de 2005 | Kitt Peak            | Spacewatch        |
| 280889 | 2005 WF112             | 30 de novembre de 2005 | Mount Lemmon         | Mt. Lemmon Survey |
| 280890 | 2005 WT130             | 25 de novembre de 2005 | Mount Lemmon         | Mt. Lemmon Survey |
| 280891 | 2005 WF137             | 26 de novembre de 2005 | Mount Lemmon         | Mt. Lemmon Survey |
| 280892 | 2005 WK161             | 28 de novembre de 2005 | Mount Lemmon         | Mt. Lemmon Survey |
| 280893 | 2005 WZ170             | 30 de novembre de 2005 | Kitt Peak            | Spacewatch        |
| 280894 | 2005 WB174             | 30 de novembre de 2005 | Mount Lemmon         | Mt. Lemmon Survey |
| 280895 | 2005 WU181             | 25 de novembre de 2005 | Catalina             | CSS               |
| 280896 | 2005 WL187             | 29 de novembre de 2005 | Kitt Peak            | Spacewatch        |
| 280897 | 2005 WV189             | 21 de novembre de 2005 | Catalina             | CSS               |
| 280898 | 2005 XG1               | 2 de desembre de 2005  | Socorro              | LINEAR            |
| 280899 | 2005 XQ3               | 1 de desembre de 2005  | Palomar              | NEAT              |
| 280900 | 2005 XV31              | 2 de desembre de 2005  | Mount Lemmon         | Mt. Lemmon Survey |

## 280901-281000
| Nom    | Designació provisional | Data de descobriment   | Lloc de descobriment | Descobridor/s     |
| ------ | ---------------------- | ---------------------- | -------------------- | ----------------- |
| 280901 | 2005 XX57              | 1 de desembre de 2005  | Kitt Peak            | Spacewatch        |
| 280902 | 2005 XK62              | 5 de desembre de 2005  | Mount Lemmon         | Mt. Lemmon Survey |
| 280903 | 2005 XR81              | 7 de desembre de 2005  | Kitt Peak            | Spacewatch        |
| 280904 | 2005 XD113             | 7 de desembre de 2005  | Catalina             | CSS               |
| 280905 | 2005 XR114             | 2 de desembre de 2005  | Mount Lemmon         | Mt. Lemmon Survey |
| 280906 | 2005 YE18              | 23 de desembre de 2005 | Kitt Peak            | Spacewatch        |
| 280907 | 2005 YX21              | 24 de desembre de 2005 | Kitt Peak            | Spacewatch        |
| 280908 | 2005 YM36              | 25 de desembre de 2005 | Kitt Peak            | Spacewatch        |
| 280909 | 2005 YM41              | 21 de desembre de 2005 | Catalina             | CSS               |
| 280910 | 2005 YB60              | 22 de desembre de 2005 | Kitt Peak            | Spacewatch        |
| 280911 | 2005 YJ60              | 22 de desembre de 2005 | Kitt Peak            | Spacewatch        |
| 280912 | 2005 YS64              | 25 de desembre de 2005 | Kitt Peak            | Spacewatch        |
| 280913 | 2005 YS84              | 25 de desembre de 2005 | Kitt Peak            | Spacewatch        |
| 280914 | 2005 YA85              | 25 de desembre de 2005 | Mount Lemmon         | Mt. Lemmon Survey |
| 280915 | 2005 YK92              | 27 de desembre de 2005 | Mount Lemmon         | Mt. Lemmon Survey |
| 280916 | 2005 YS170             | 29 de desembre de 2005 | Socorro              | LINEAR            |
| 280917 | 2005 YM174             | 29 de desembre de 2005 | Palomar              | NEAT              |
| 280918 | 2005 YJ179             | 26 de desembre de 2005 | Mount Lemmon         | Mt. Lemmon Survey |
| 280919 | 2005 YD211             | 25 de desembre de 2005 | Catalina             | CSS               |
| 280920 | 2005 YT245             | 30 de desembre de 2005 | Kitt Peak            | Spacewatch        |
| 280921 | 2006 AZ7               | 7 de gener de 2006     | Anderson Mesa        | LONEOS            |
| 280922 | 2006 AX13              | 5 de gener de 2006     | Mount Lemmon         | Mt. Lemmon Survey |
| 280923 | 2006 AT16              | 5 de gener de 2006     | Socorro              | LINEAR            |
| 280924 | 2006 AP22              | 5 de gener de 2006     | Catalina             | CSS               |
| 280925 | 2006 AA47              | 6 de gener de 2006     | Kitt Peak            | Spacewatch        |
| 280926 | 2006 AZ49              | 5 de gener de 2006     | Kitt Peak            | Spacewatch        |
| 280927 | 2006 AK59              | 4 de gener de 2006     | Mount Lemmon         | Mt. Lemmon Survey |
| 280928 | 2006 AB61              | 5 de gener de 2006     | Kitt Peak            | Spacewatch        |
| 280929 | 2006 AS67              | 9 de gener de 2006     | Mount Lemmon         | Mt. Lemmon Survey |
| 280930 | 2006 AH84              | 6 de gener de 2006     | Catalina             | CSS               |
| 280931 | 2006 AF96              | 5 de gener de 2006     | Catalina             | CSS               |
| 280932 | 2006 BJ27              | 20 de gener de 2006    | Kitt Peak            | Spacewatch        |
| 280933 | 2006 BT28              | 22 de gener de 2006    | Mount Lemmon         | Mt. Lemmon Survey |
| 280934 | 2006 BU45              | 23 de gener de 2006    | Mount Lemmon         | Mt. Lemmon Survey |
| 280935 | 2006 BC50              | 25 de gener de 2006    | Kitt Peak            | Spacewatch        |
| 280936 | 2006 BB59              | 23 de gener de 2006    | Kitt Peak            | Spacewatch        |
| 280937 | 2006 BY62              | 20 de gener de 2006    | Kitt Peak            | Spacewatch        |
| 280938 | 2006 BG73              | 23 de gener de 2006    | Kitt Peak            | Spacewatch        |
| 280939 | 2006 BB89              | 25 de gener de 2006    | Kitt Peak            | Spacewatch        |
| 280940 | 2006 BX93              | 26 de gener de 2006    | Kitt Peak            | Spacewatch        |
| 280941 | 2006 BM96              | 26 de gener de 2006    | Kitt Peak            | Spacewatch        |
| 280942 | 2006 BO96              | 26 de gener de 2006    | Kitt Peak            | Spacewatch        |
| 280943 | 2006 BC109             | 25 de gener de 2006    | Kitt Peak            | Spacewatch        |
| 280944 | 2006 BC120             | 26 de gener de 2006    | Kitt Peak            | Spacewatch        |
| 280945 | 2006 BK141             | 25 de gener de 2006    | Kitt Peak            | Spacewatch        |
| 280946 | 2006 BZ142             | 26 de gener de 2006    | Kitt Peak            | Spacewatch        |
| 280947 | 2006 BZ144             | 23 de gener de 2006    | Socorro              | LINEAR            |
| 280948 | 2006 BH148             | 26 de gener de 2006    | Catalina             | CSS               |
| 280949 | 2006 BP154             | 25 de gener de 2006    | Kitt Peak            | Spacewatch        |
| 280950 | 2006 BB156             | 25 de gener de 2006    | Kitt Peak            | Spacewatch        |
| 280951 | 2006 BM156             | 25 de gener de 2006    | Kitt Peak            | Spacewatch        |
| 280952 | 2006 BS181             | 27 de gener de 2006    | Mount Lemmon         | Mt. Lemmon Survey |
| 280953 | 2006 BM189             | 28 de gener de 2006    | Kitt Peak            | Spacewatch        |
| 280954 | 2006 BK200             | 31 de gener de 2006    | Mount Lemmon         | Mt. Lemmon Survey |
| 280955 | 2006 BY217             | 26 de gener de 2006    | Catalina             | CSS               |
| 280956 | 2006 BF224             | 30 de gener de 2006    | Kitt Peak            | Spacewatch        |
| 280957 | 2006 BE233             | 23 de gener de 2006    | Kitt Peak            | Spacewatch        |
| 280958 | 2006 BF233             | 31 de gener de 2006    | Kitt Peak            | Spacewatch        |
| 280959 | 2006 BR241             | 31 de gener de 2006    | Kitt Peak            | Spacewatch        |
| 280960 | 2006 BJ250             | 31 de gener de 2006    | Kitt Peak            | Spacewatch        |
| 280961 | 2006 BM267             | 26 de gener de 2006    | Catalina             | CSS               |
| 280962 | 2006 BC268             | 26 de gener de 2006    | Catalina             | CSS               |
| 280963 | 2006 CJ23              | 2 de febrer de 2006    | Kitt Peak            | Spacewatch        |
| 280964 | 2006 CV36              | 2 de febrer de 2006    | Mount Lemmon         | Mt. Lemmon Survey |
| 280965 | 2006 CV49              | 3 de febrer de 2006    | Socorro              | LINEAR            |
| 280966 | 2006 CP60              | 2 de febrer de 2006    | Catalina             | CSS               |
| 280967 | 2006 DF                | 20 de febrer de 2006   | Mayhill              | A. Lowe           |
| 280968 | 2006 DJ1               | 20 de febrer de 2006   | Mayhill              | Mayhill           |
| 280969 | 2006 DZ4               | 20 de febrer de 2006   | Kitt Peak            | Spacewatch        |
| 280970 | 2006 DN7               | 20 de febrer de 2006   | Catalina             | CSS               |
| 280971 | 2006 DH11              | 21 de febrer de 2006   | Catalina             | CSS               |
| 280972 | 2006 DH15              | 20 de febrer de 2006   | Kitt Peak            | Spacewatch        |
| 280973 | 2006 DF25              | 20 de febrer de 2006   | Kitt Peak            | Spacewatch        |
| 280974 | 2006 DE31              | 20 de febrer de 2006   | Catalina             | CSS               |
| 280975 | 2006 DP40              | 22 de febrer de 2006   | Catalina             | CSS               |
| 280976 | 2006 DQ46              | 20 de febrer de 2006   | Catalina             | CSS               |
| 280977 | 2006 DU49              | 22 de febrer de 2006   | Anderson Mesa        | LONEOS            |
| 280978 | 2006 DG53              | 24 de febrer de 2006   | Kitt Peak            | Spacewatch        |
| 280979 | 2006 DJ54              | 24 de febrer de 2006   | Kitt Peak            | Spacewatch        |
| 280980 | 2006 DB57              | 24 de febrer de 2006   | Palomar              | NEAT              |
| 280981 | 2006 DW65              | 21 de febrer de 2006   | Catalina             | CSS               |
| 280982 | 2006 DO68              | 26 de febrer de 2006   | Anderson Mesa        | LONEOS            |
| 280983 | 2006 DW71              | 21 de febrer de 2006   | Mount Lemmon         | Mt. Lemmon Survey |
| 280984 | 2006 DQ84              | 24 de febrer de 2006   | Kitt Peak            | Spacewatch        |
| 280985 | 2006 DK87              | 24 de febrer de 2006   | Kitt Peak            | Spacewatch        |
| 280986 | 2006 DD88              | 24 de febrer de 2006   | Kitt Peak            | Spacewatch        |
| 280987 | 2006 DQ88              | 24 de febrer de 2006   | Kitt Peak            | Spacewatch        |
| 280988 | 2006 DW90              | 24 de febrer de 2006   | Kitt Peak            | Spacewatch        |
| 280989 | 2006 DQ91              | 24 de febrer de 2006   | Kitt Peak            | Spacewatch        |
| 280990 | 2006 DZ93              | 24 de febrer de 2006   | Kitt Peak            | Spacewatch        |
| 280991 | 2006 DJ103             | 25 de febrer de 2006   | Mount Lemmon         | Mt. Lemmon Survey |
| 280992 | 2006 DS106             | 25 de febrer de 2006   | Kitt Peak            | Spacewatch        |
| 280993 | 2006 DE108             | 25 de febrer de 2006   | Kitt Peak            | Spacewatch        |
| 280994 | 2006 DF113             | 27 de febrer de 2006   | Kitt Peak            | Spacewatch        |
| 280995 | 2006 DM117             | 27 de febrer de 2006   | Kitt Peak            | Spacewatch        |
| 280996 | 2006 DE118             | 27 de febrer de 2006   | Kitt Peak            | Spacewatch        |
| 280997 | 2006 DS122             | 24 de febrer de 2006   | Anderson Mesa        | LONEOS            |
| 280998 | 2006 DB126             | 25 de febrer de 2006   | Kitt Peak            | Spacewatch        |
| 280999 | 2006 DK131             | 25 de febrer de 2006   | Kitt Peak            | Spacewatch        |
| 281000 | 2006 DQ133             | 25 de febrer de 2006   | Kitt Peak            | Spacewatch        |